# Louis Janmot
Anne-François-Louis Janmot, né à Lyon le 21 mai 1814 et mort dans la même ville le 1er juin 1892, est un peintre et poète français de l'École de Lyon.

## Biographie

### Jeunesse et principaux travaux à Lyon
Louis Janmot est né, en mai 1814, de parents catholiques profondément religieux. Il est extrêmement ému par la mort de son frère en 1823 et de sa sœur en 1829. Élève au collège royal de Lyon, il y fait la connaissance de Frédéric Ozanam et d'autres disciples de son professeur de philosophie, l'abbé Noirot.
En 1831, il est admis à l'École des beaux-arts de Lyon et, un an plus tard, grâce à son autoportrait, âgé de dix-huit ans (ill. ci-contre), il y obtient la plus haute distinction, le Laurier d'or. En 1833, il va à Paris pour suivre des cours de peinture auprès de Victor Orsel et Jean-Auguste-Dominique Ingres. Avec d'autres Lyonnais, il entre à la Société de Saint-Vincent-de-Paul.
En 1835, il se rend à Rome en compagnie de Claudius Lavergne, Jean-Baptiste Frénet et d'autres étudiants, et il y rencontre Hippolyte Flandrin.
Après son retour à Lyon en 1836, Janmot veut attirer sur lui l'attention des critiques du Salon de Paris en réalisant des peintures de grand format et d'inspiration religieuse telles que La Résurrection du fils de la veuve de Naïm (1839), Le Christ au Jardin des Oliviers (1840), ou La Cène (1845) peinte pour l'hôpital de l'Antiquaille. C'est aussi dans ces années là qu'il collabore avec Pierre Bossan alors architecte diocésain pour du mobilier liturgique dans la Primatiale Saint-Jean de Lyon. Après 1845, il s'attire l'intérêt de Charles Baudelaire avec son tableau Fleur des champs, ce qui lui permet d'accéder au Salon de 1846. Théophile Gautier est impressionné par son Portrait de Lacordaire (1846).
Mais l'insuccès de son Poème de l'âme à l'occasion de l'Exposition universelle de 1855 le déçoit fortement et le fait revenir à Lyon. En décembre de cette même année, il épouse Léonie de Saint-Paulet, d'une famille noble de Carpentras.
En 1856 Janmot obtient la commande d'une fresque (disparue) représentant la Sainte-Cène pour l'église Saint-Polycarpe. D'autres commandes suivent, notamment pour la décoration de la coupole de l'église Saint-François-de-Sales et pour l'hôtel de ville de Lyon qui vient d'être rénovée par son ami l'architecte Tony Desjardins. Il est alors nommé professeur à l'École des beaux-arts de Lyon.

### Paris et Toulon
À la surprise générale, Janmot s'installe à Paris en 1861 après avoir reçu la promesse d'une commande pour l'église Saint-Augustin, projet qui est cependant abandonné trois ans plus tard. En proie à d'importants problèmes de famille et financiers, Janmot accepte un poste de professeur à l'École des Dominicains d'Arcueil. Il réalise à cette époque, dans sa propriété de Bagneux, de nombreux portraits, en fresques, de membres de sa famille — dont ne subsistent que des photographies.  

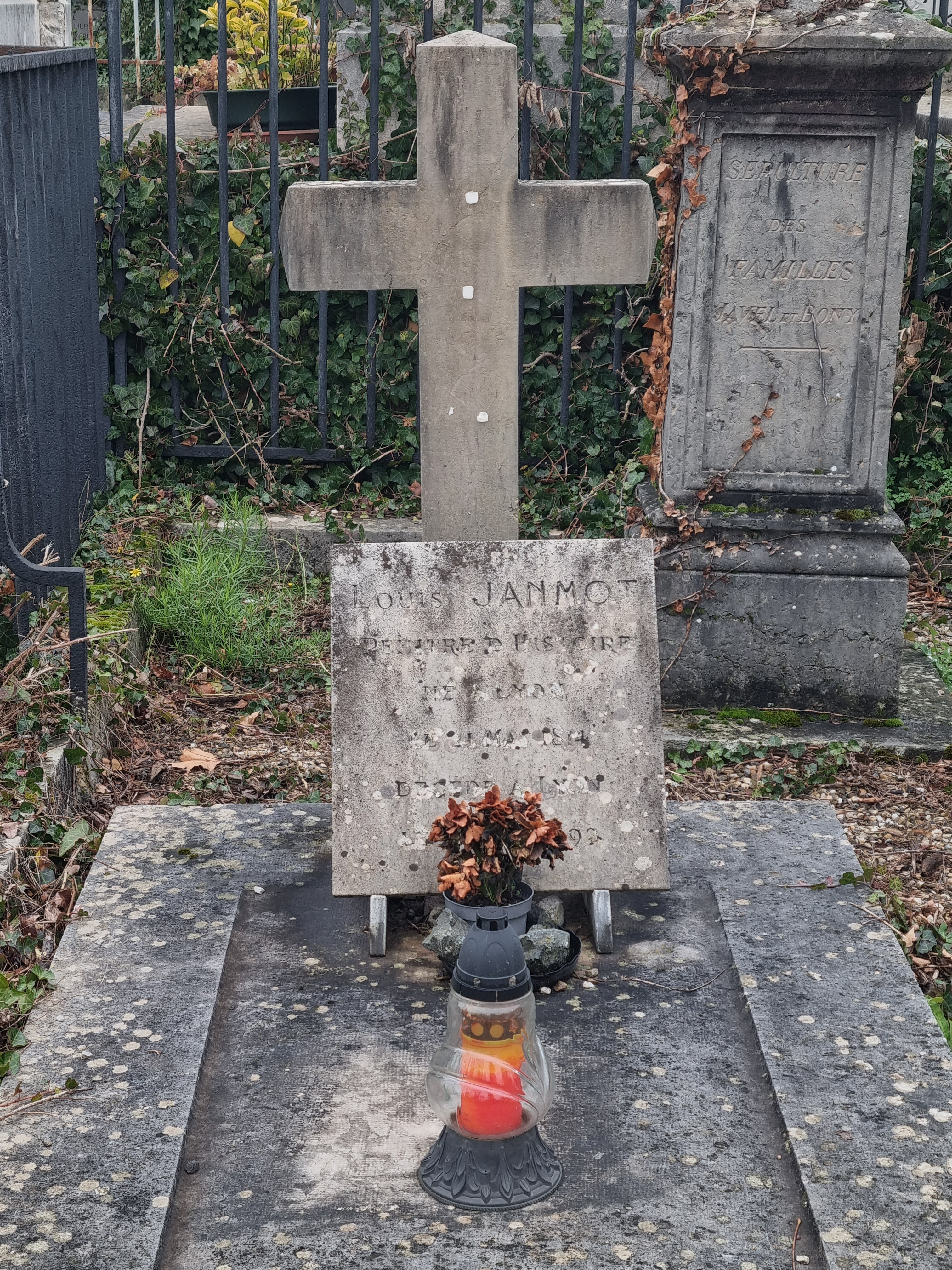
La tombe de Louis Janmot au cimetière de Loyasse.

À la suite de la naissance de leur septième enfant, en août 1870, son épouse meurt à Bagneux. Alors que les troupes prussiennes se rapprochent et investissent son logement, il s'enfuit à Alger chez son beau-père et y réalise des tableaux paysagers. Il revient, en juin de l'année suivante, à Paris et y mène une vie solitaire, sa maison à Bagneux ayant été pillée. En 1878, il réalise une fresque dans la chapelle des Franciscains en Terre Sainte, cependant ce travail n'est suivi d'aucune autre commande.
En butte à des difficultés familiales et financières croissantes, Janmot part pour Toulon ou malgré quelques commandes - nouveau  Portrait de Lacordaire (1878, château de Versailles), Rosaire (Saint-Germain-en-Laye, 1880), Martyre de sainte Christine (Solliès-Pont, 1882) - il mene une vie retirée. Il termine la seconde partie du Poème de l’âme que le mécène et ancien industriel Félix Thiollier s'était déclaré prêt à publier.
En 1885, Janmot épouse une ancienne élève, Antoinette Currat, et revient s'établir à Lyon. Il y réalise des dessins au fusain sur le thème de L'Au-delà, qui peuvent être considérés comme une sorte de continuation du Poème de l’âme, parmi lesquels Le Purgatoire (1885) et La Fin des Temps (1888).  En 1887 est publié, à Lyon et Paris, un ouvrage de plus de 500 pages intitulé Opinion d’un artiste sur l’art et comprenant des articles précédemment rédigés par Janmot.
Il meurt cinq années plus tard, le 1er juin 1892, à l'âge de soixante-dix-huit ans. Il est enterré à Lyon, au cimetière de Loyasse.

## Esthétique

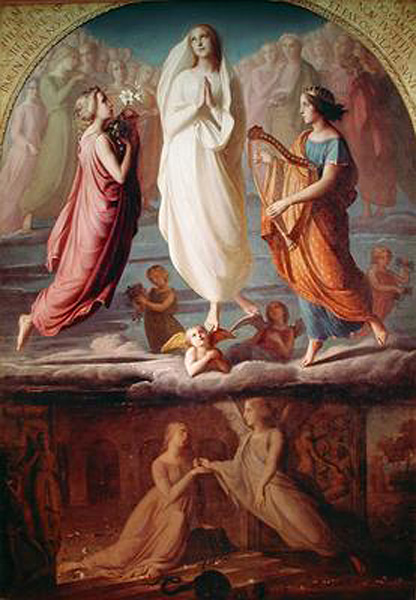
L'Assomption de la Vierge (1845), musée d'Art moderne et contemporain de Saint-Étienne Métropole.

Comme Hippolyte Flandrin, autre peintre de l'école lyonnaise et élève d'Ingres, Louis Janmot réalise un grand nombre de commandes pour la décoration des églises. Dans sa peinture, le dessin et le fini d'Ingres se combinent avec un mysticisme dont le parallèle se retrouve dans l'œuvre de ses contemporains du mouvement nazaréen et chez les préraphaélites.
Janmot est considéré comme un artiste de transition entre le romantisme et le symbolisme, préfigurant le versant français du préraphaélisme.
Son œuvre est admirée par Pierre Puvis de Chavannes, Odilon Redon et Maurice Denis.

## Œuvres
Quelques-unes de ses œuvres sont conservées au musée des Beaux-Arts de Lyon. Son œuvre majeure est Le Poème de l'âme, ensemble formé de 18 tableaux et 16 dessins qui l'occupe entre 1835 et 1880. Un long poème composé par Janmot lui-même sert d’argument aux tableaux.

### Le Poème de l'âme
C'est une œuvre, la plus connue de Janmot, à la fois littéraire et picturale. Elle comprend une série de 34 tableaux. Cette série de tableaux est associée à un poème cyclique dont la première partie fut publiée en 1854 à Lyon par l'éditeur Vingtrinier. Dans l'édition de 1881 à Saint-Étienne, Janmot enrichit le poème d'une seconde partie, tout en corrigeant quelque peu la première, remplaçant quelques strophes et en ajoutant de nouvelles.
L'œuvre picturale comprend 18 peintures et 16 dessins (musée des Beaux-Arts de Lyon) :
| Première partie : les peintures | Première partie : les peintures |  | Deuxième partie : les dessins | Deuxième partie : les dessins        |
| 1.                              | Génération divine               |  | 19.                           | Solitude                             |
| 2.                              | Le Passage des âmes             |  | 20.                           | L’Infini                             |
| 3.                              | L’Ange et la mère               |  | 21.                           | Rêve de feu                          |
| 4.                              | Le Printemps                    |  | 22.                           | Amour                                |
| 5.                              | Souvenir du ciel                |  | 23.                           | Adieu                                |
| 6.                              | Le Toit paternel                |  | 24.                           | Le Doute                             |
| 7.                              | Le Mauvais Sentier              |  | 25.                           | L’Esprit du Mal                      |
| 8.                              | Cauchemar                       |  | 26.                           | L’Orgie                              |
| 9.                              | Le Grain de blé                 |  | 27.                           | Sans Dieu                            |
| 10.                             | Première Communion              |  | 28.                           | Le Fantôme                           |
| 11.                             | Virginitas                      |  | 29.                           | Chute fatale                         |
| 12.                             | L’Échelle d’or                  |  | 30.                           | Le Supplice de Mézence               |
| 13.                             | Rayons de soleil                |  | 31.                           | Les Générations du Mal               |
| 14.                             | Sur la Montagne                 |  | 32.                           | Intercession maternelle              |
| 15.                             | Un Soir                         |  | 33.                           | La Délivrance, ou vision de l’avenir |
| 16.                             | Le Vol de l’âme                 |  | 34.                           | Sursum Corda                         |
| 17.                             | L’Idéal                         |  |                               |                                      |
| 18.                             | Réalité                         |  |                               |                                      |

Poème de l'âme, premier cycle, musée des Beaux-Arts de Lyon
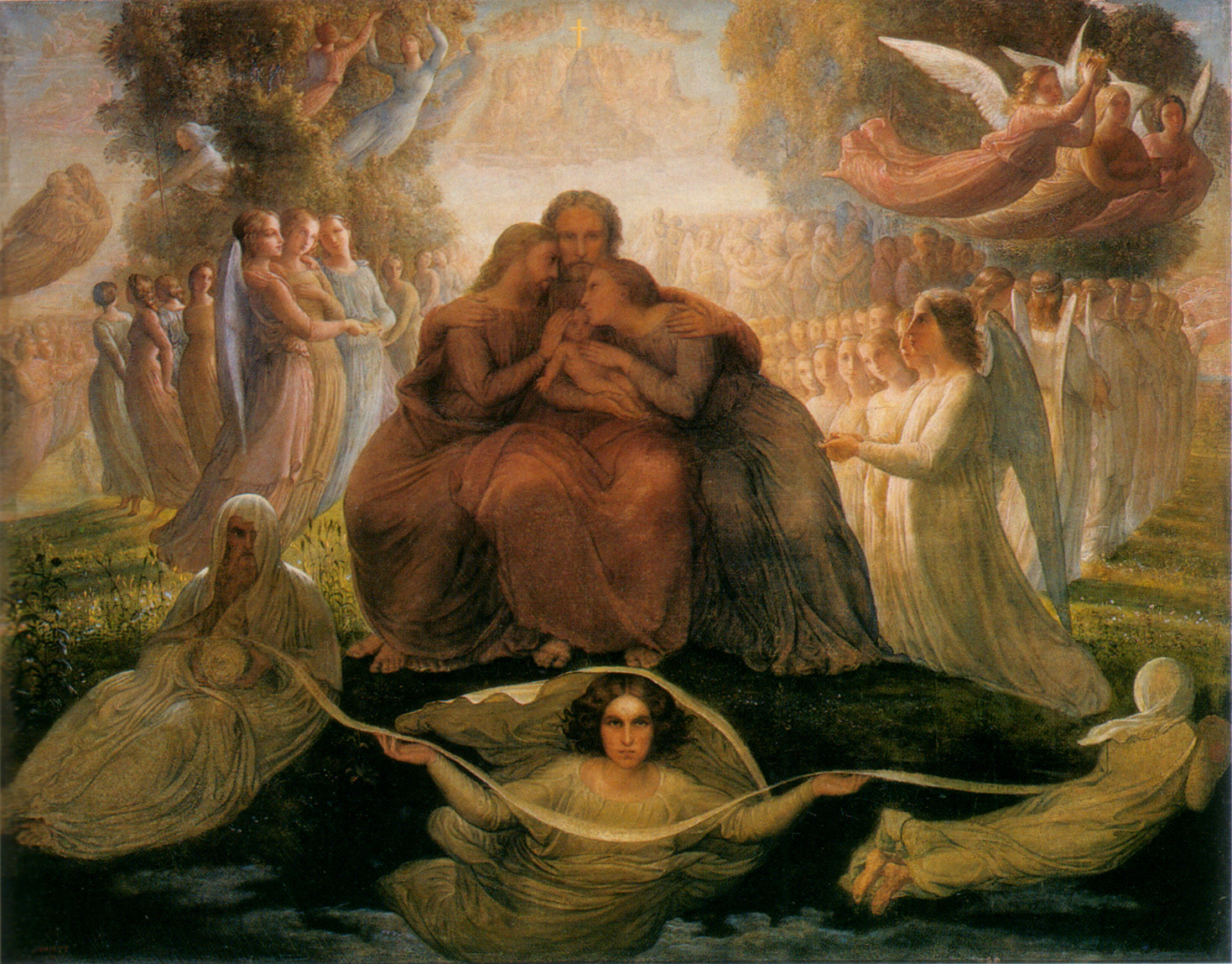
1. Génération divine
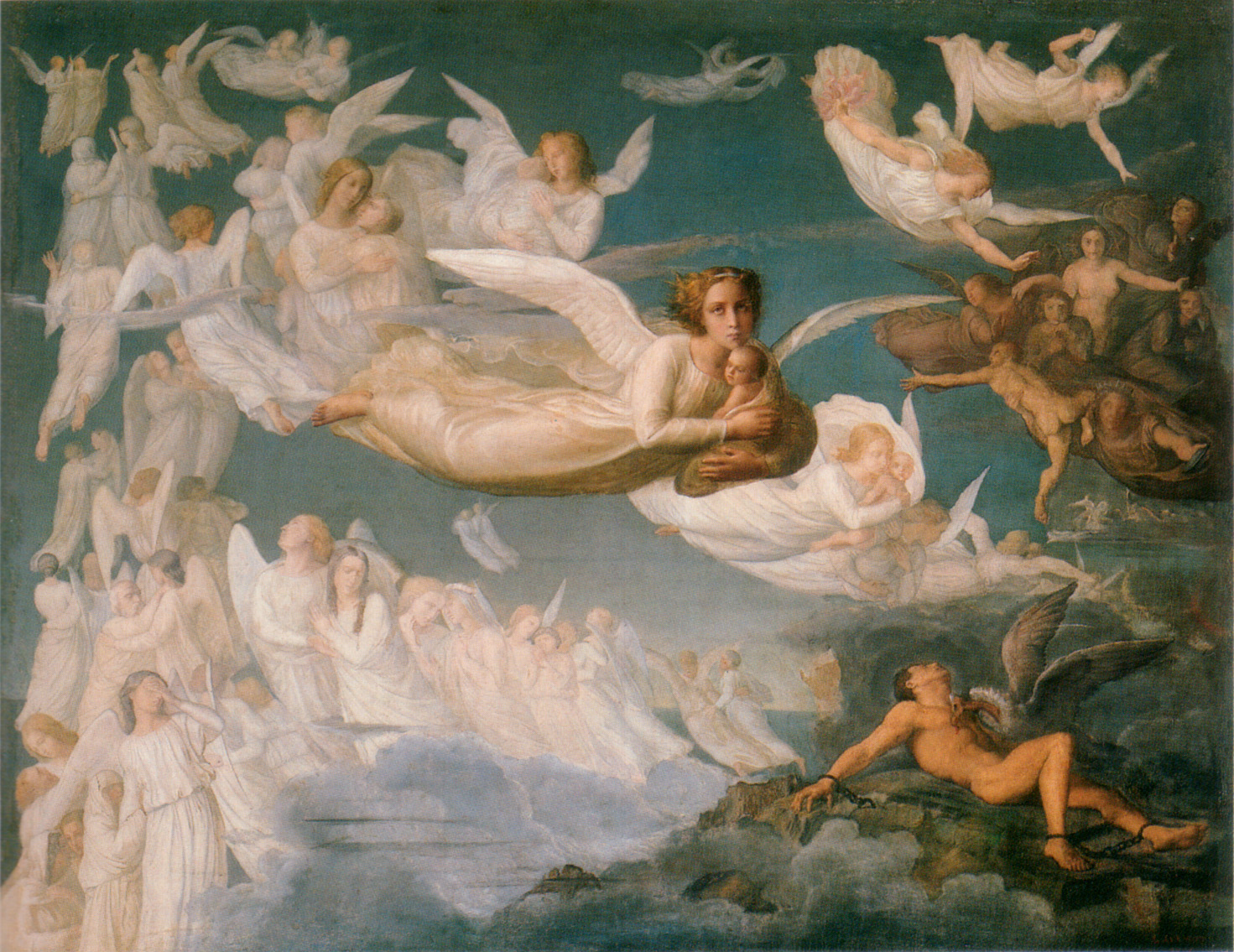
2. Le Passage des âmes
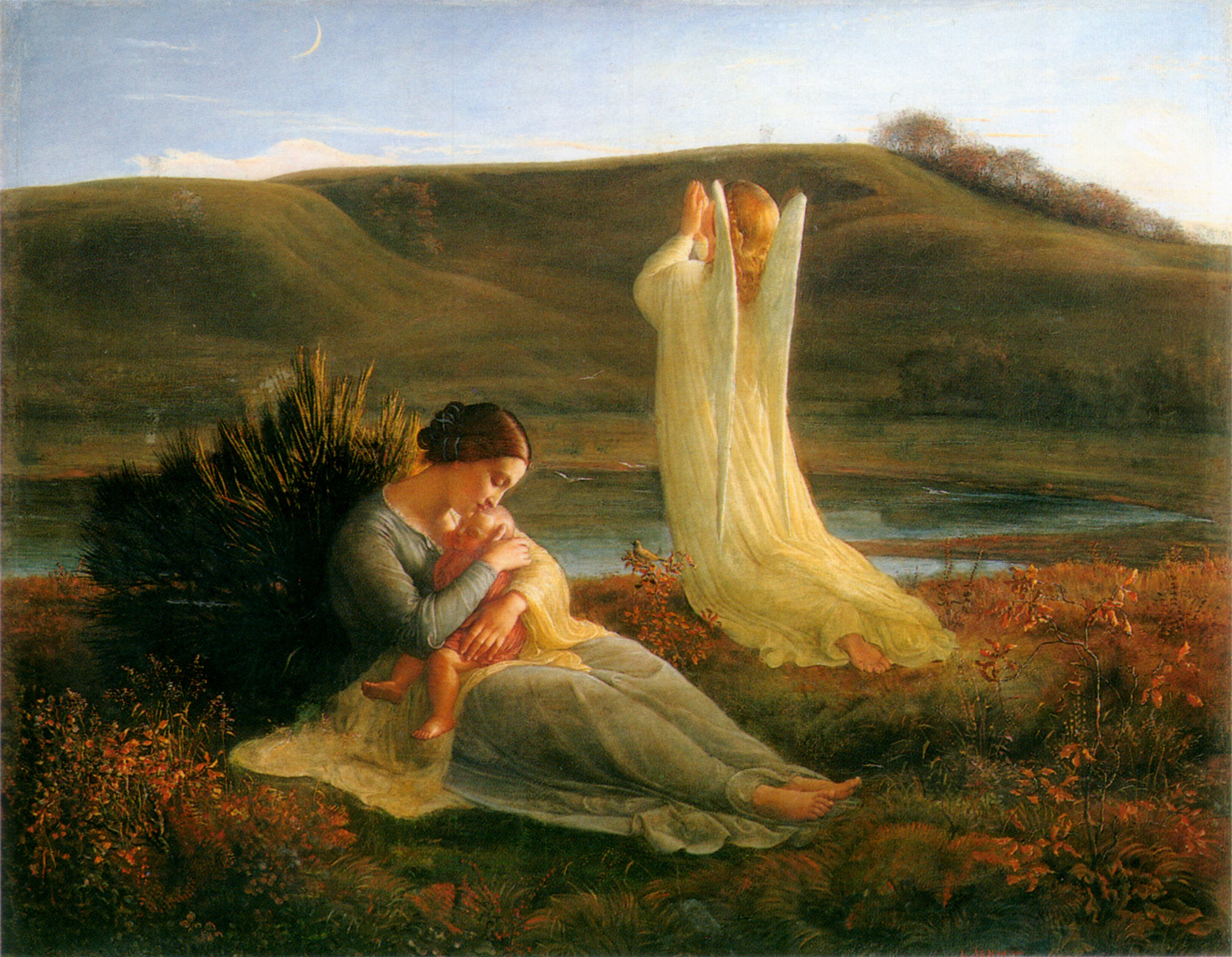
3. L’Ange et la mère
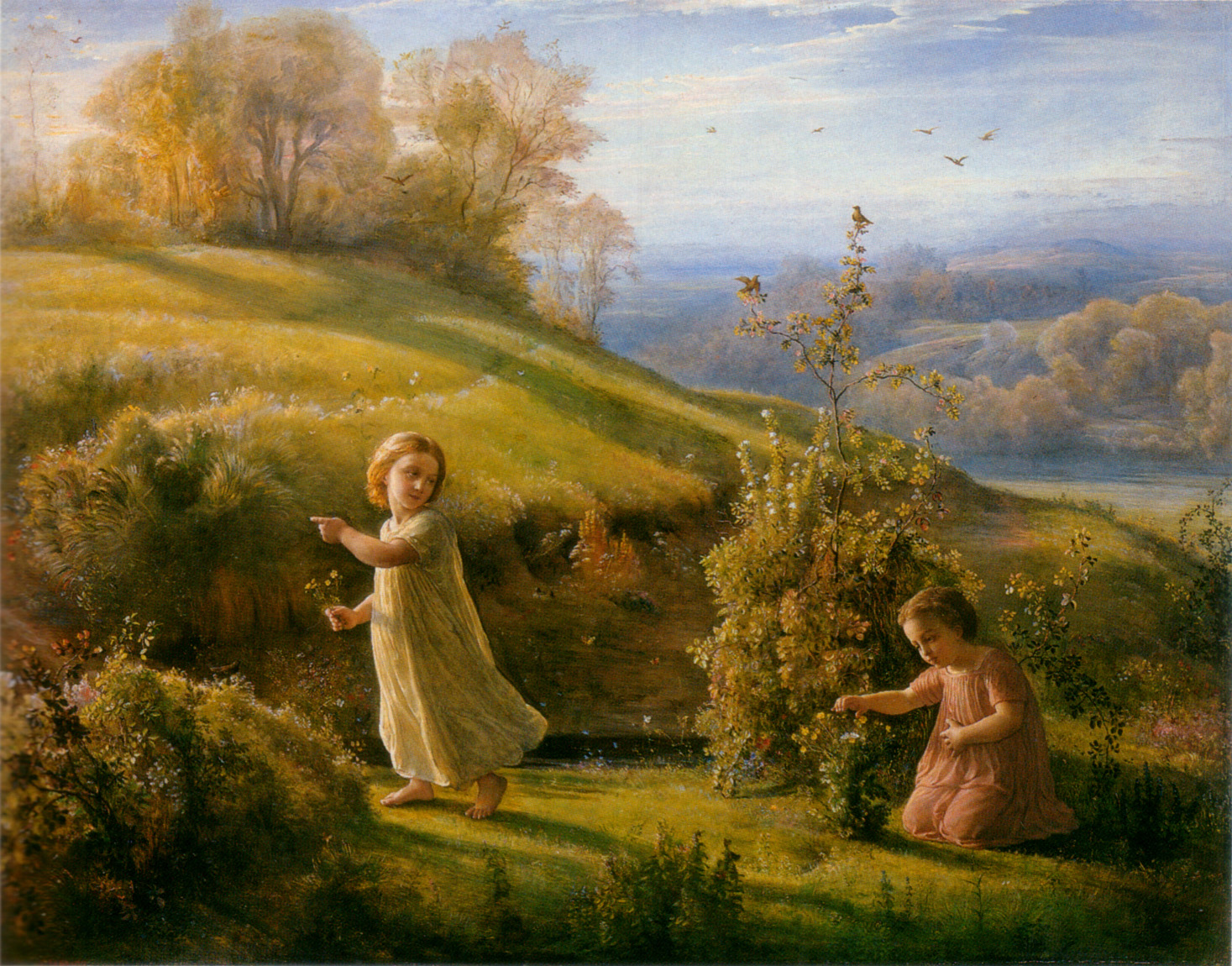
4. Le Printemps
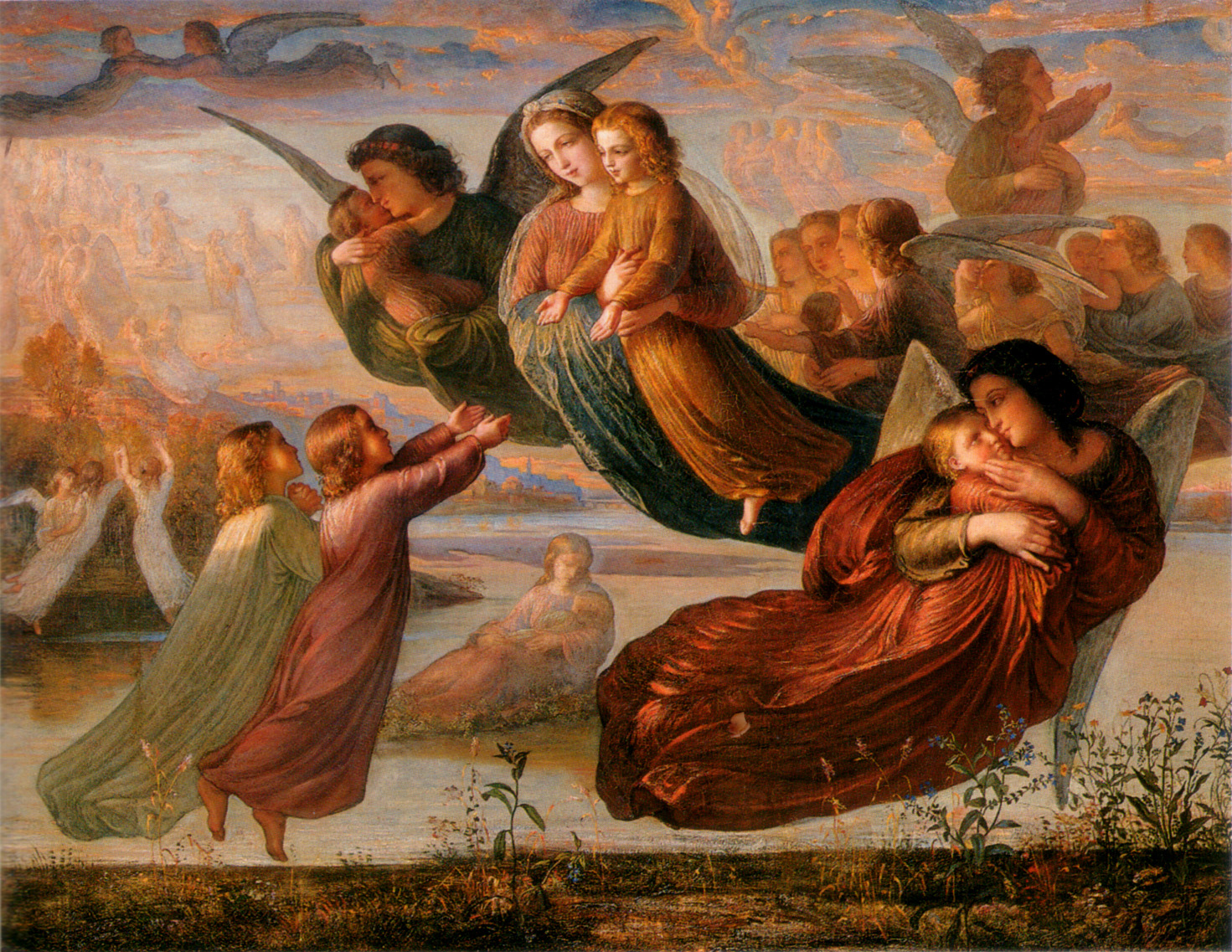
5. Souvenir du ciel
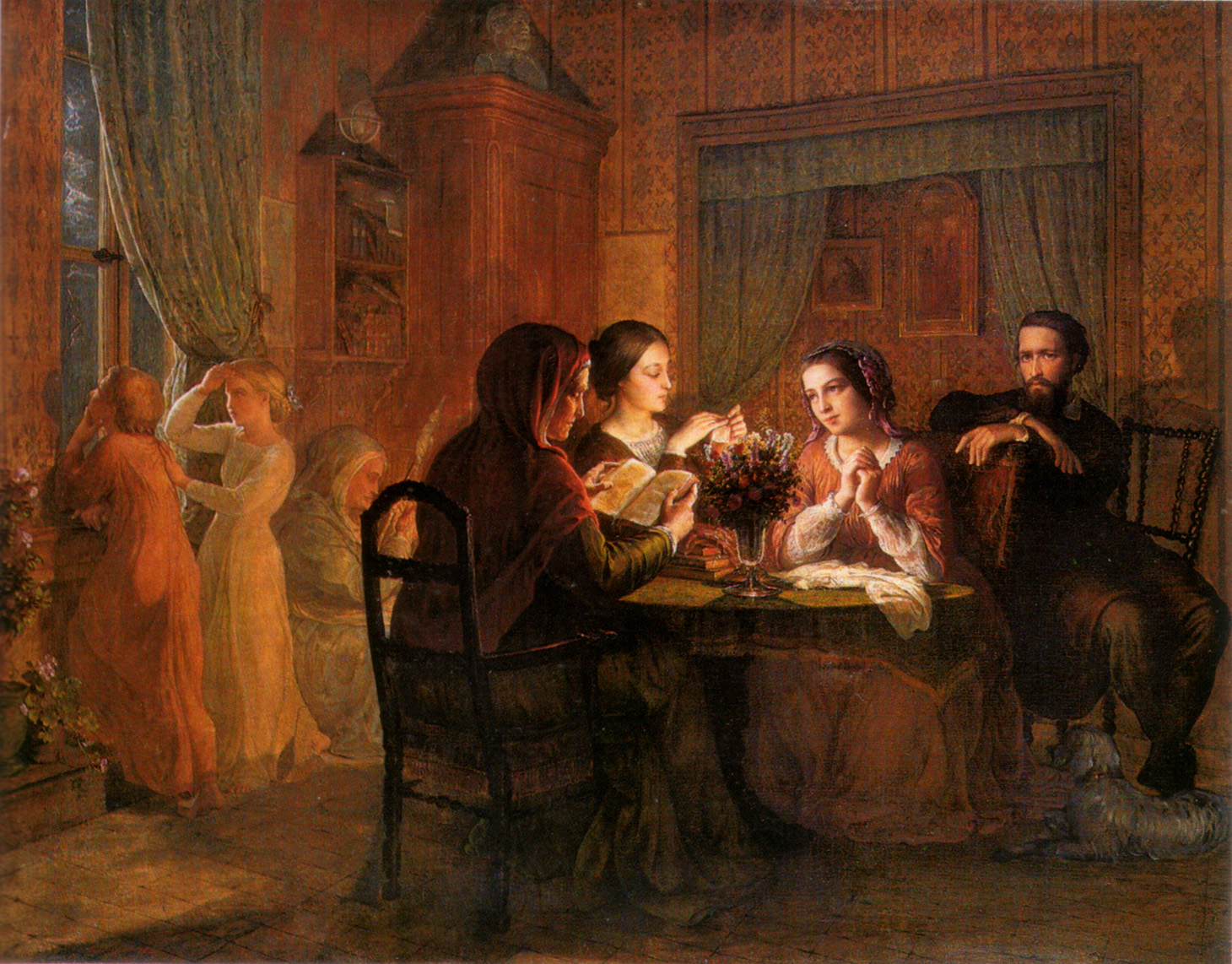
6. Le Toit paternel
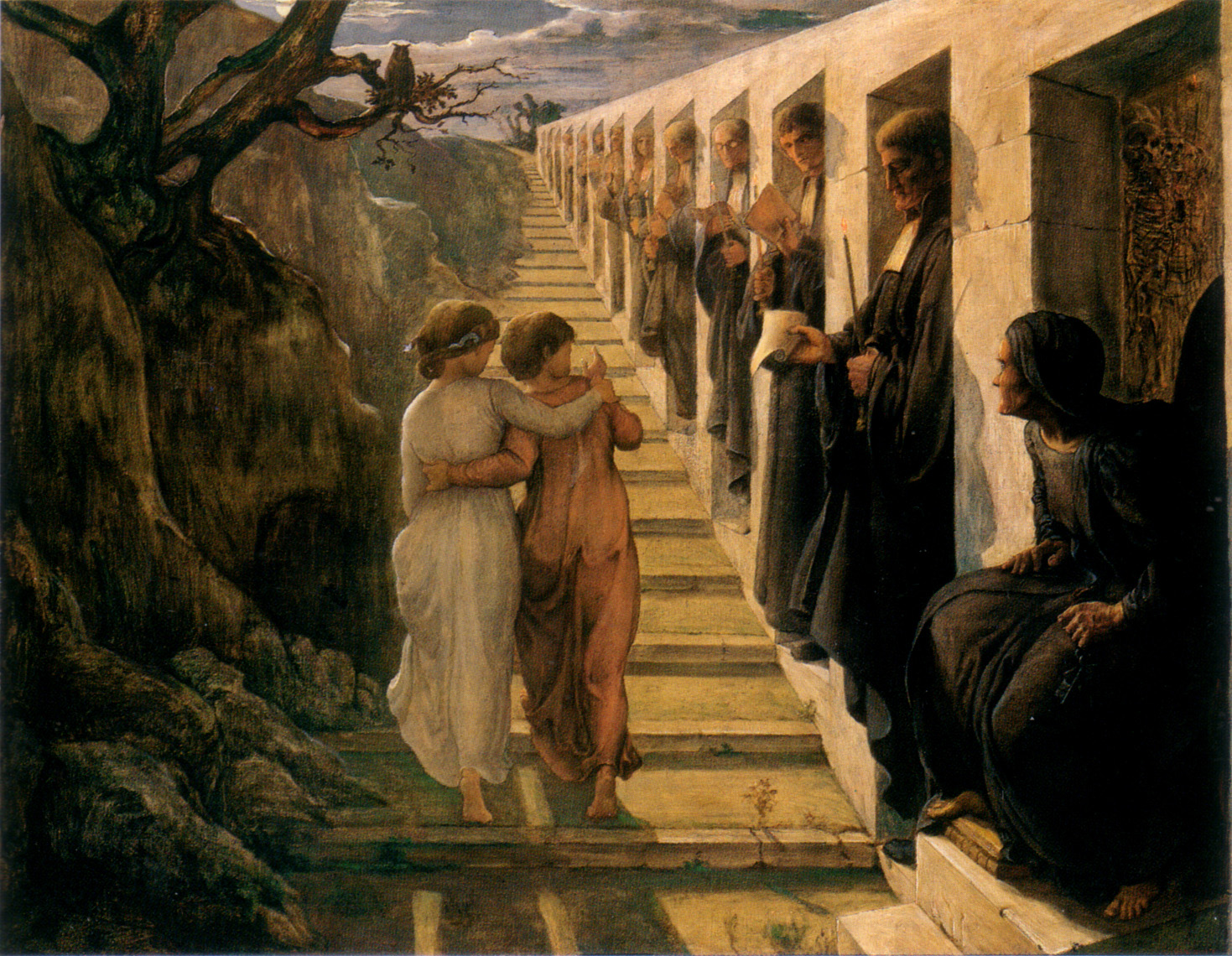
7. Le Mauvais Sentier
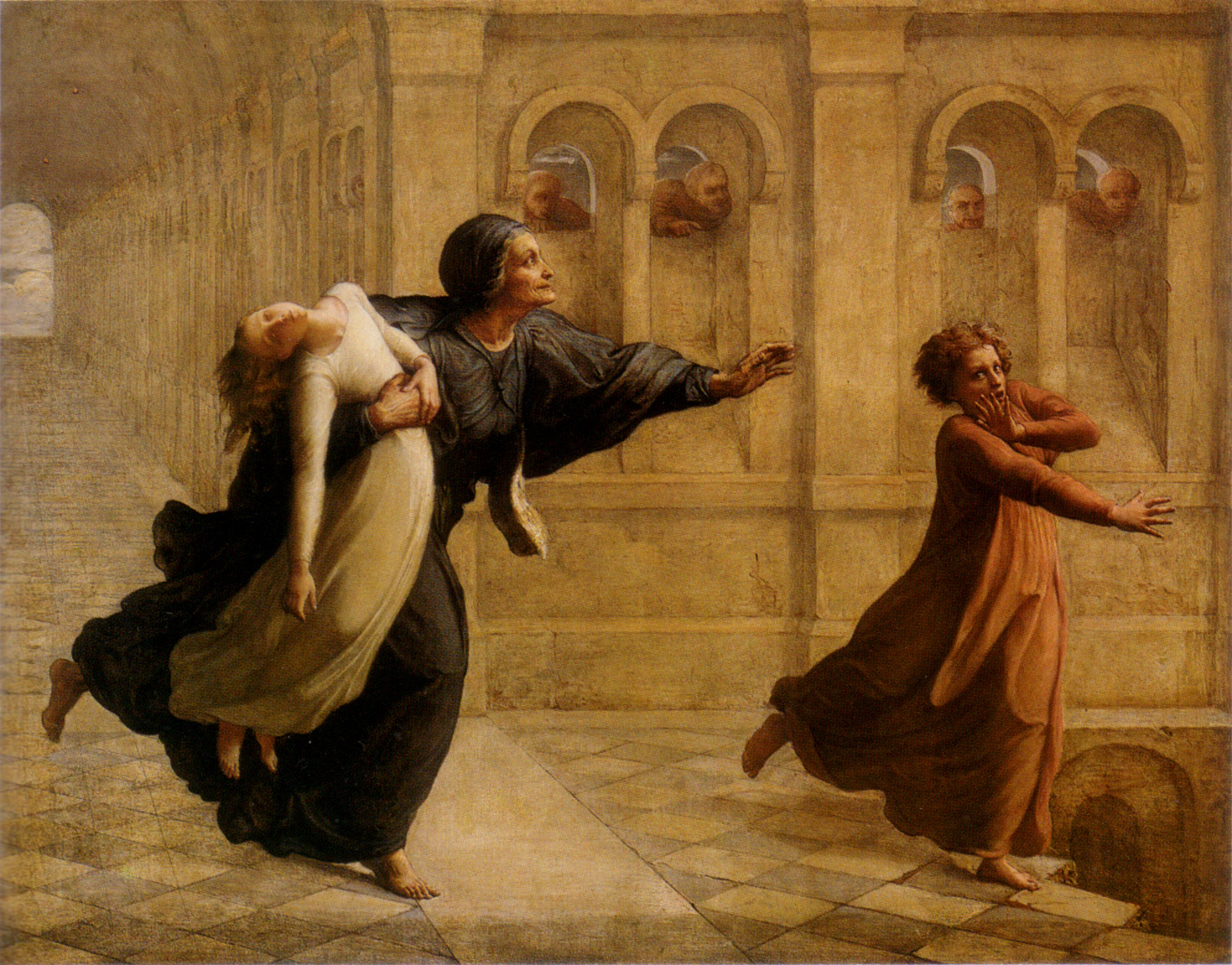
8. Cauchemar
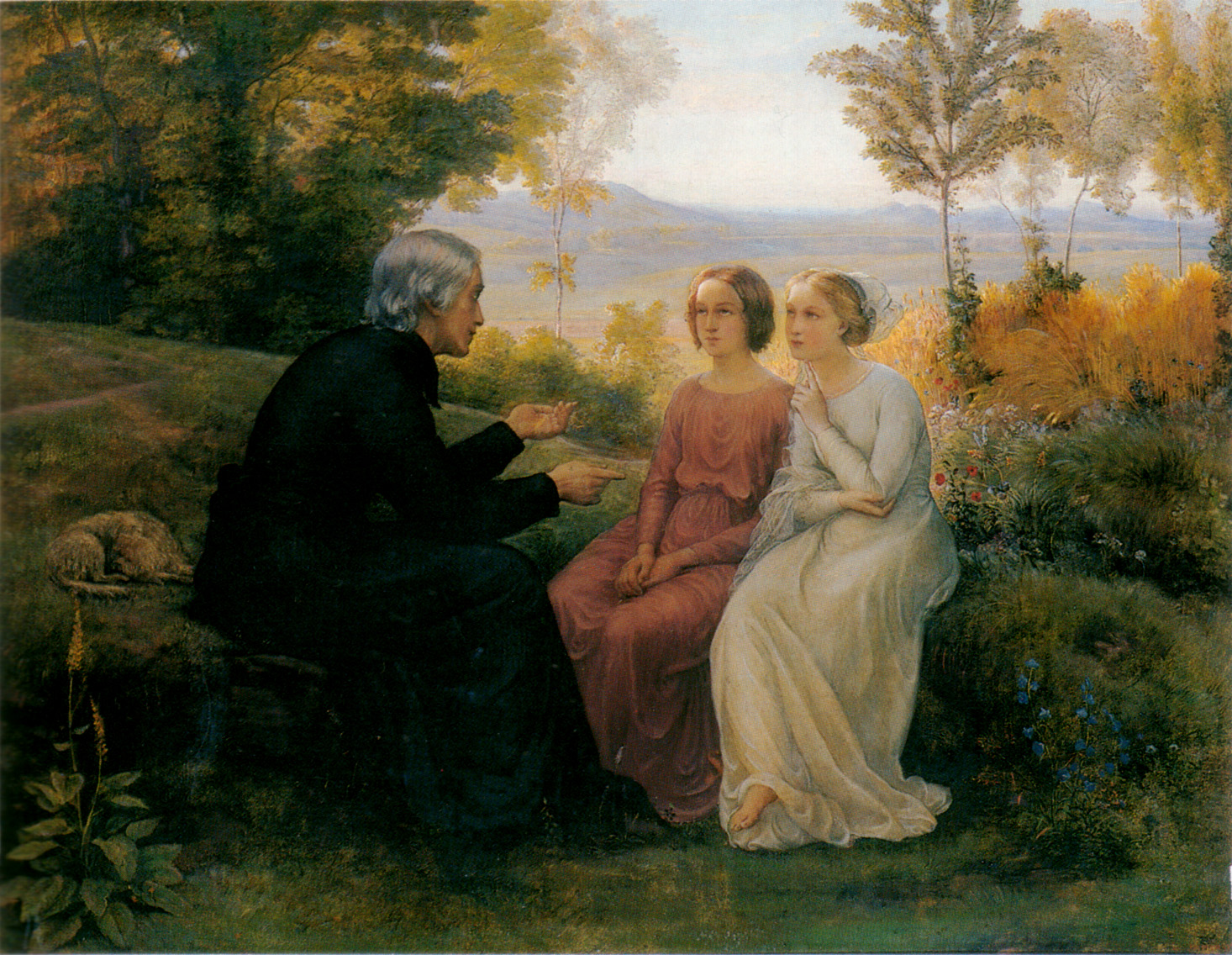
9. Le Grain de blé
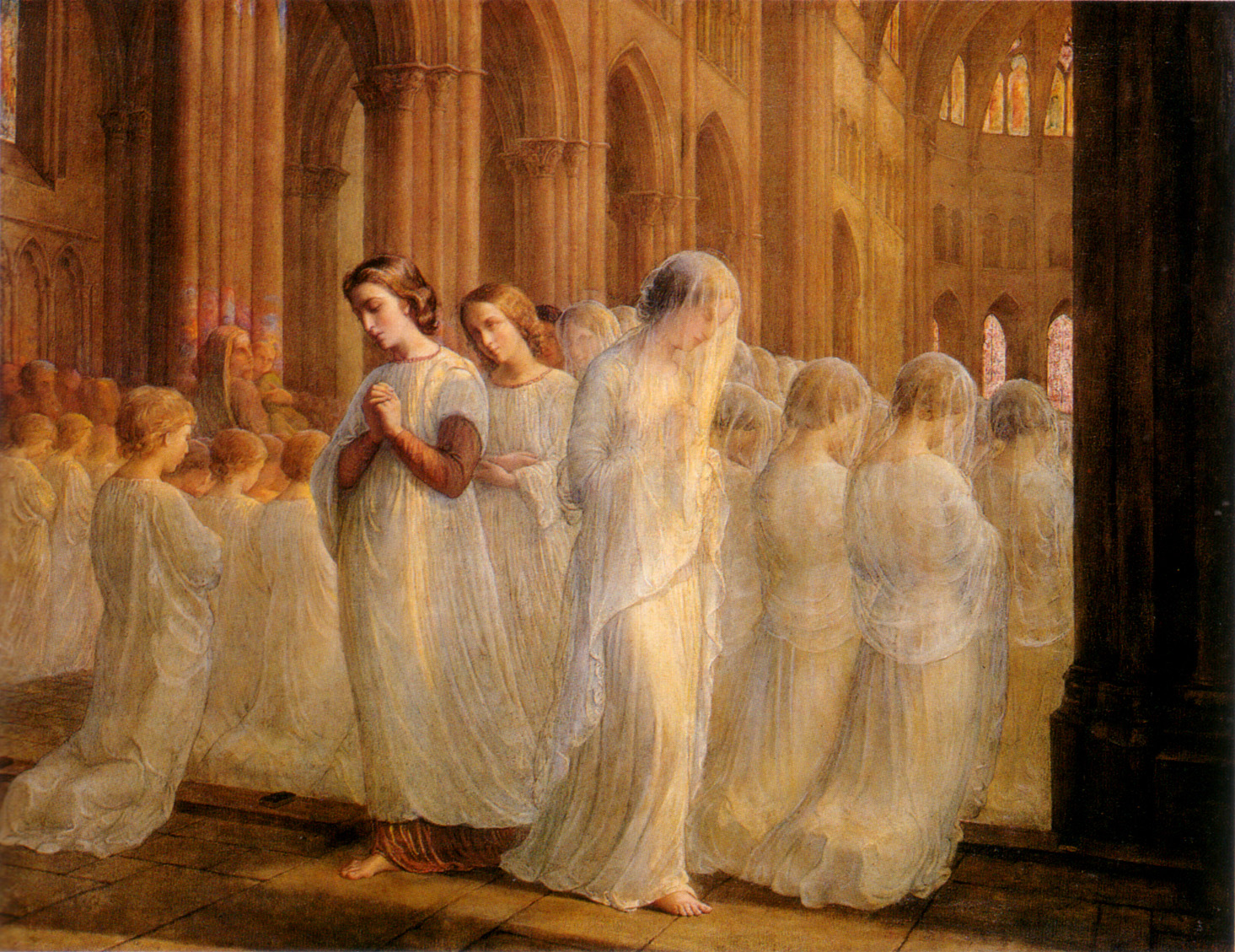
10. Première Communion
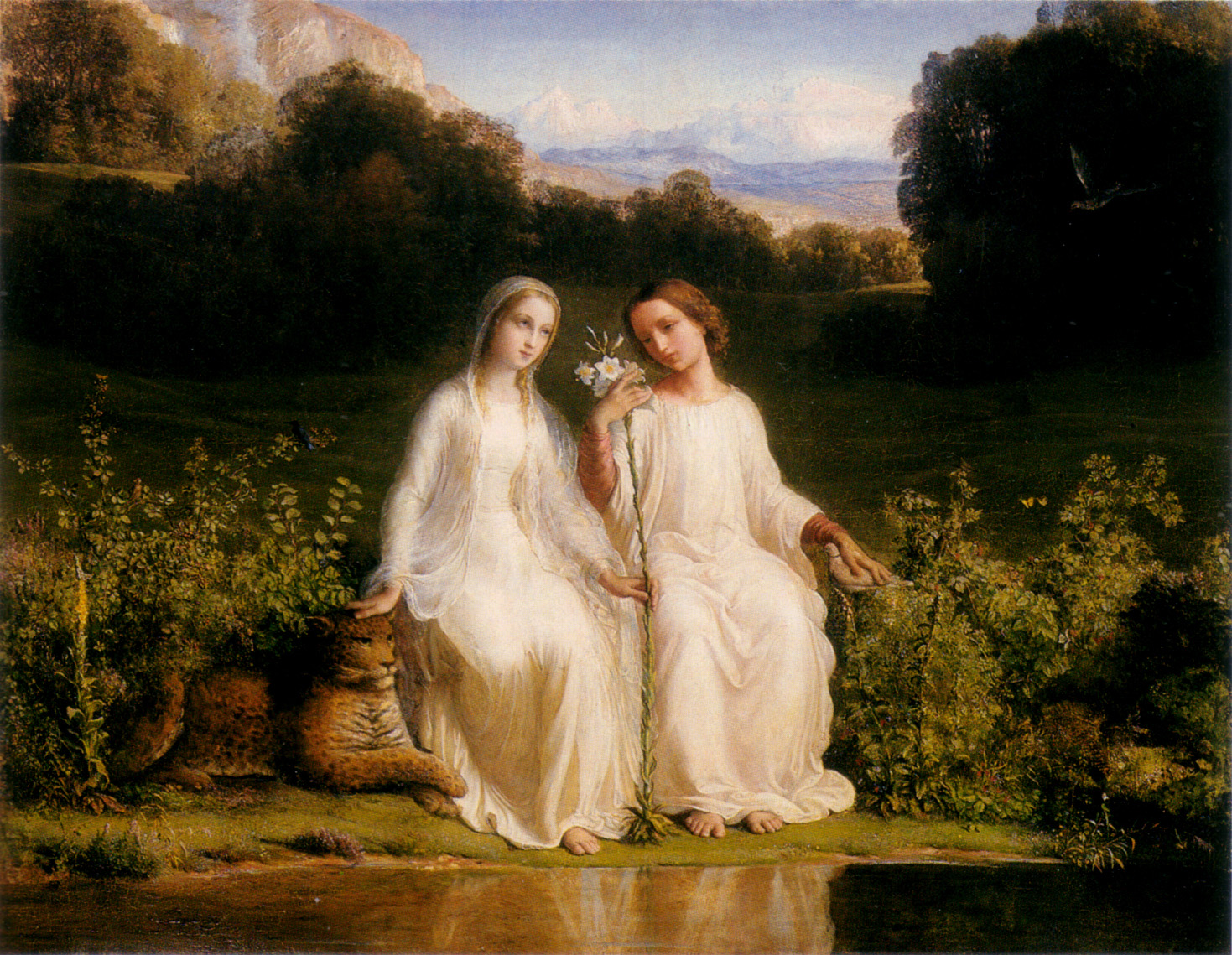
11. Virginitas
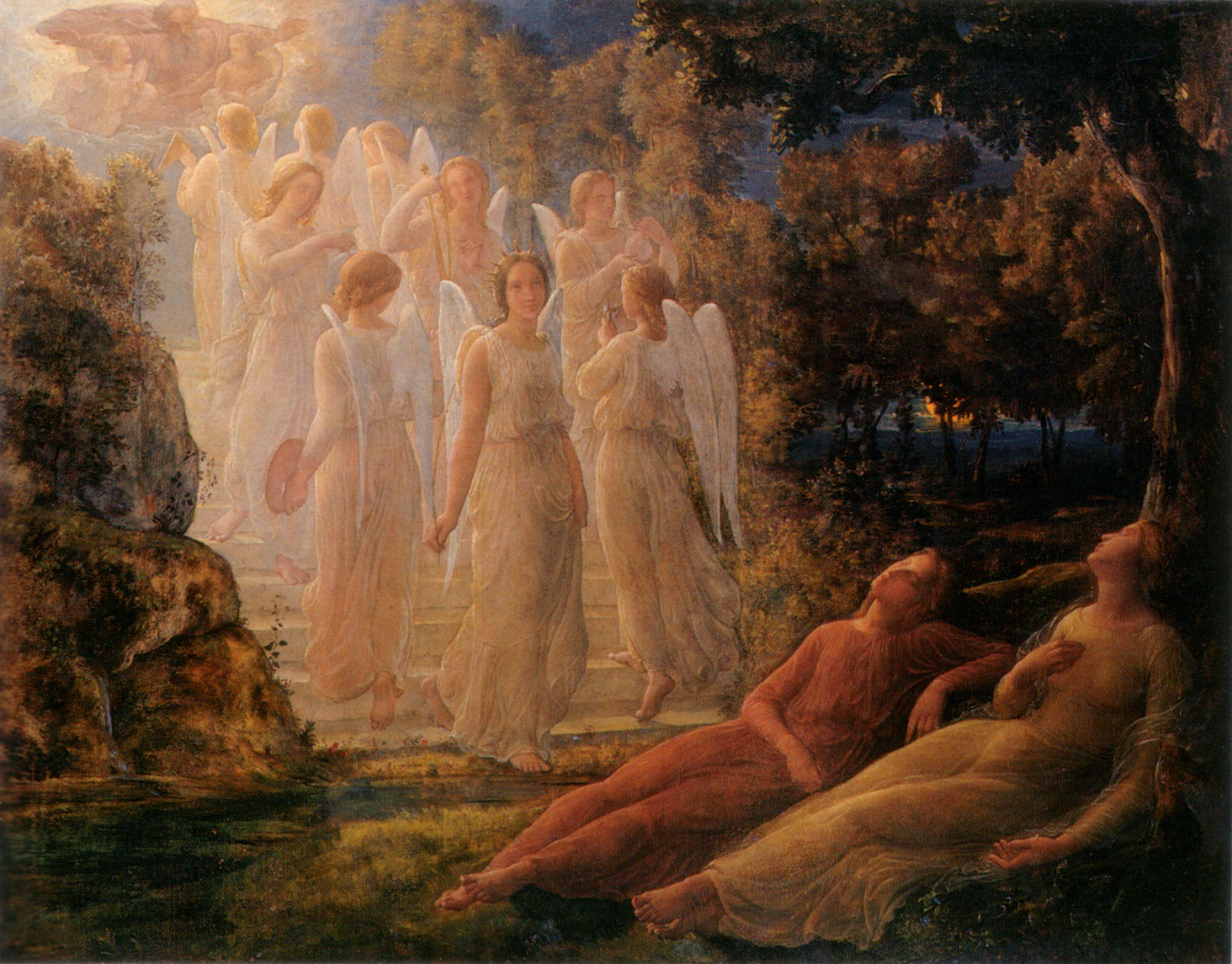
12. L’Échelle d’or
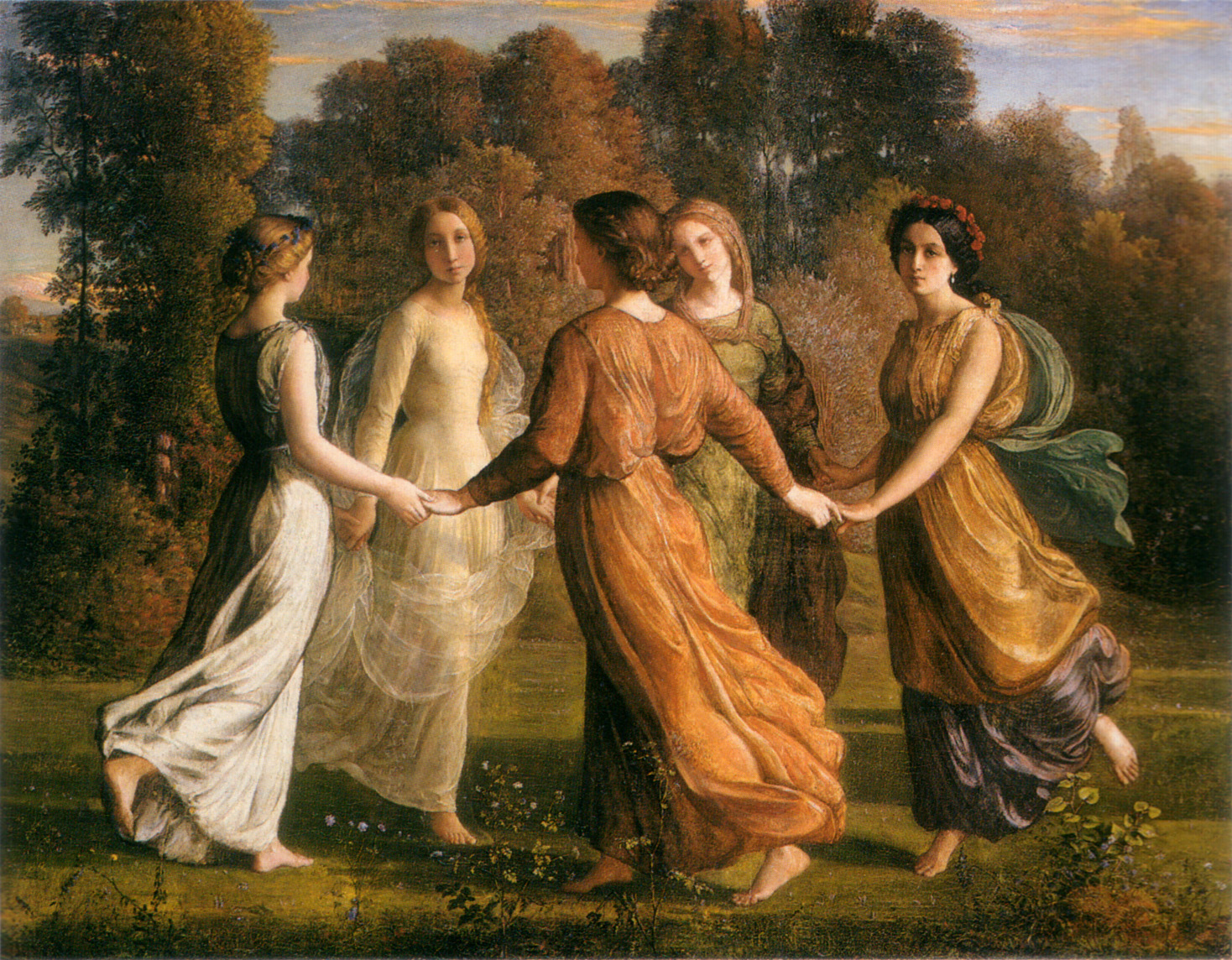
13. Rayons de soleil
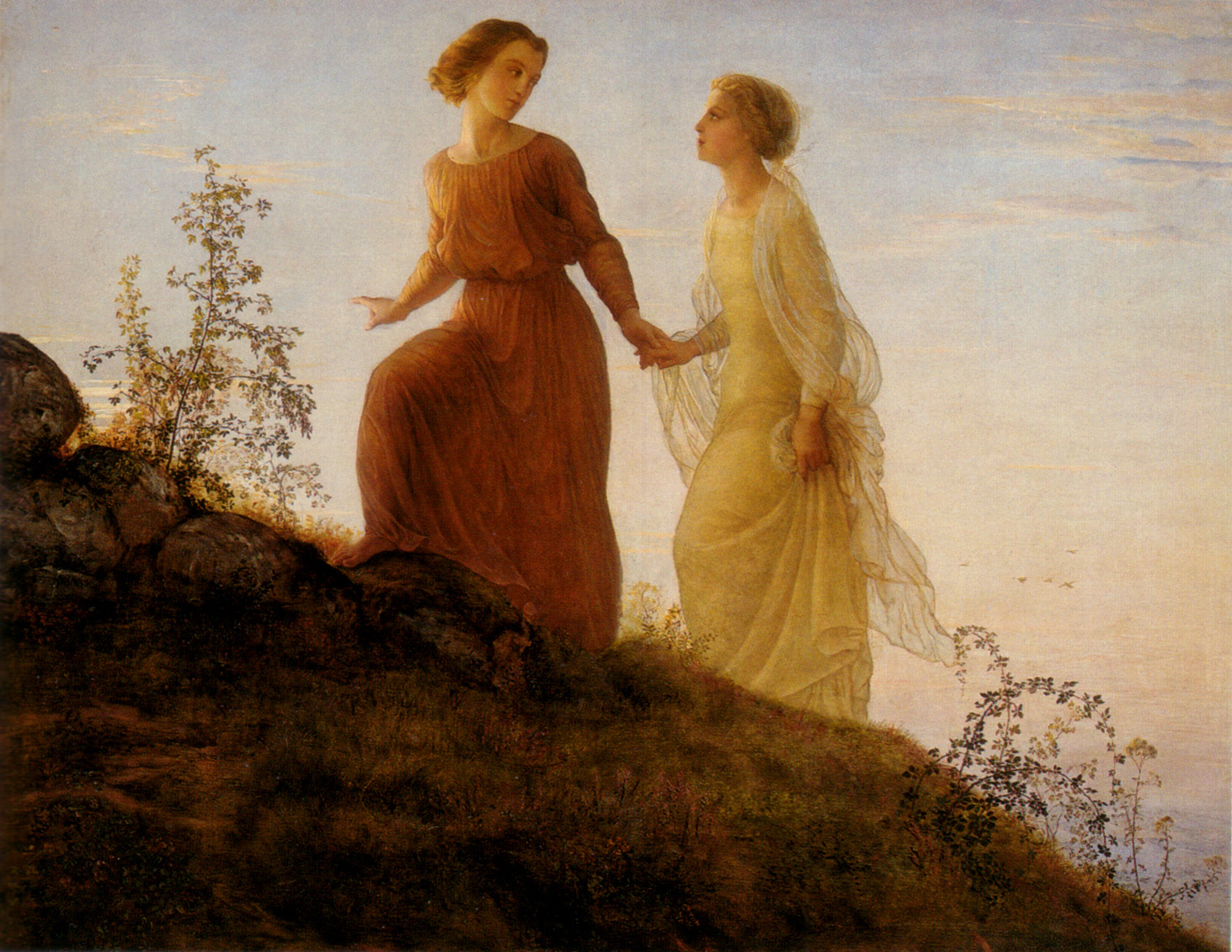
14. Sur la Montagne
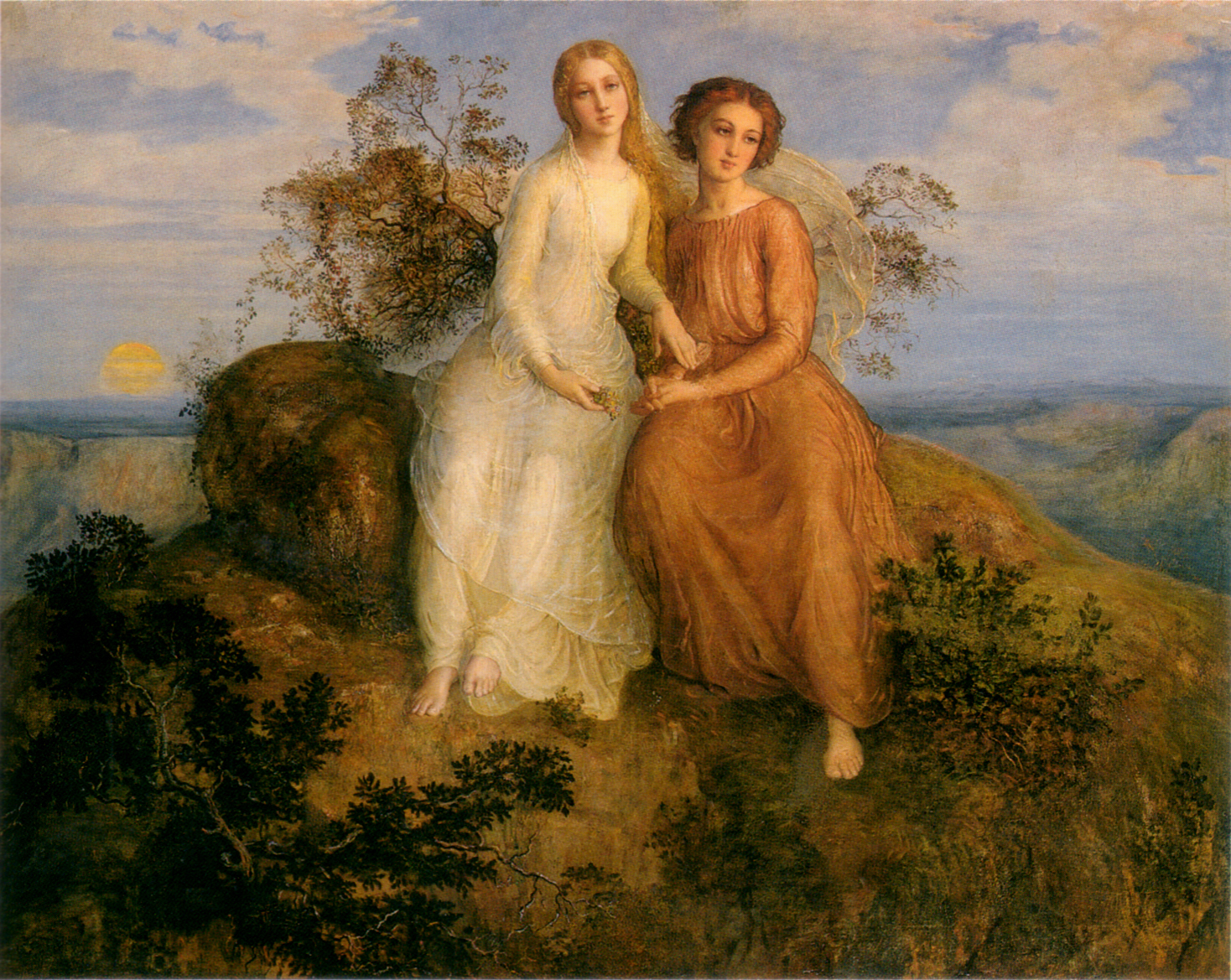
15. Un Soir
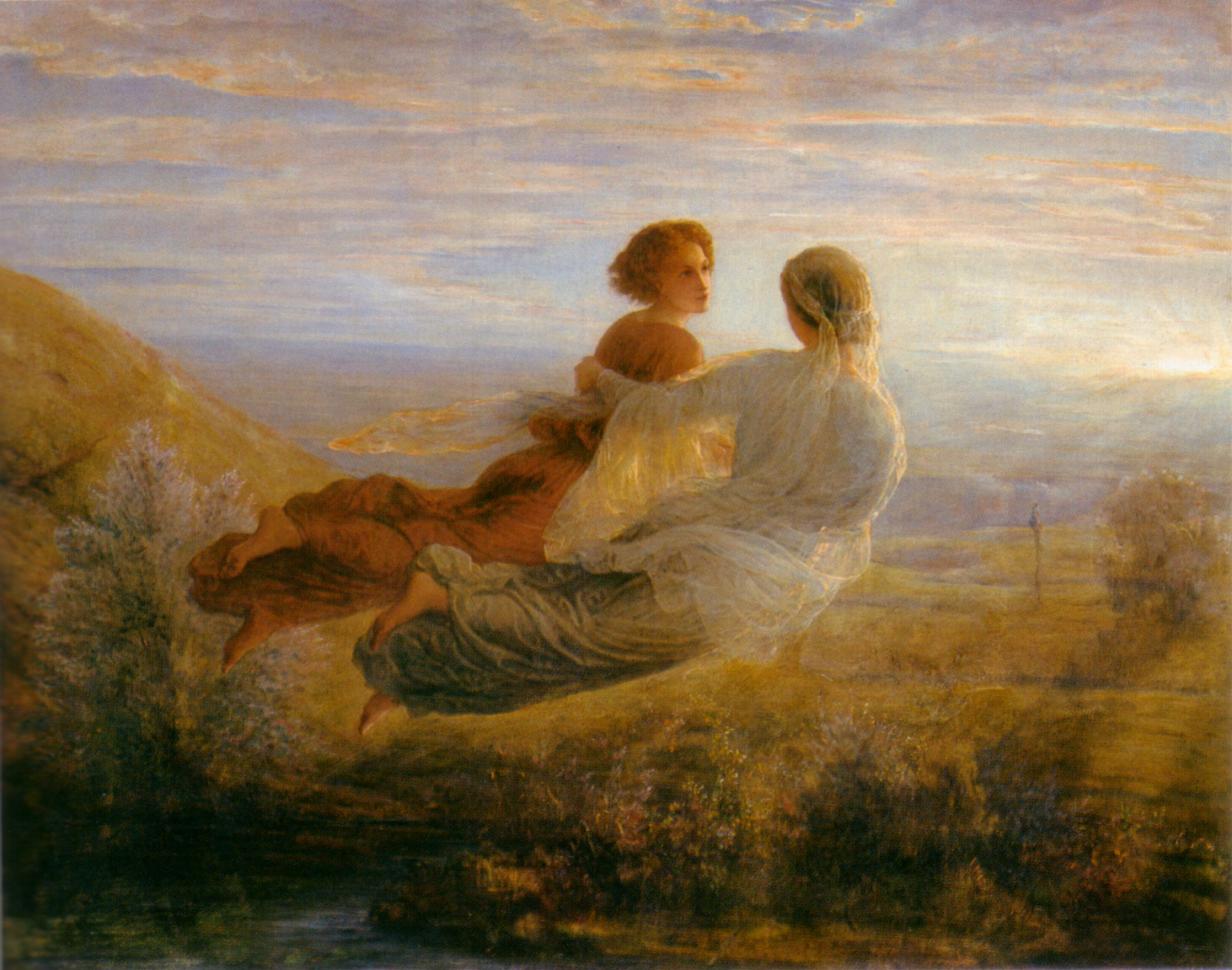
16. Le Vol de l’âme
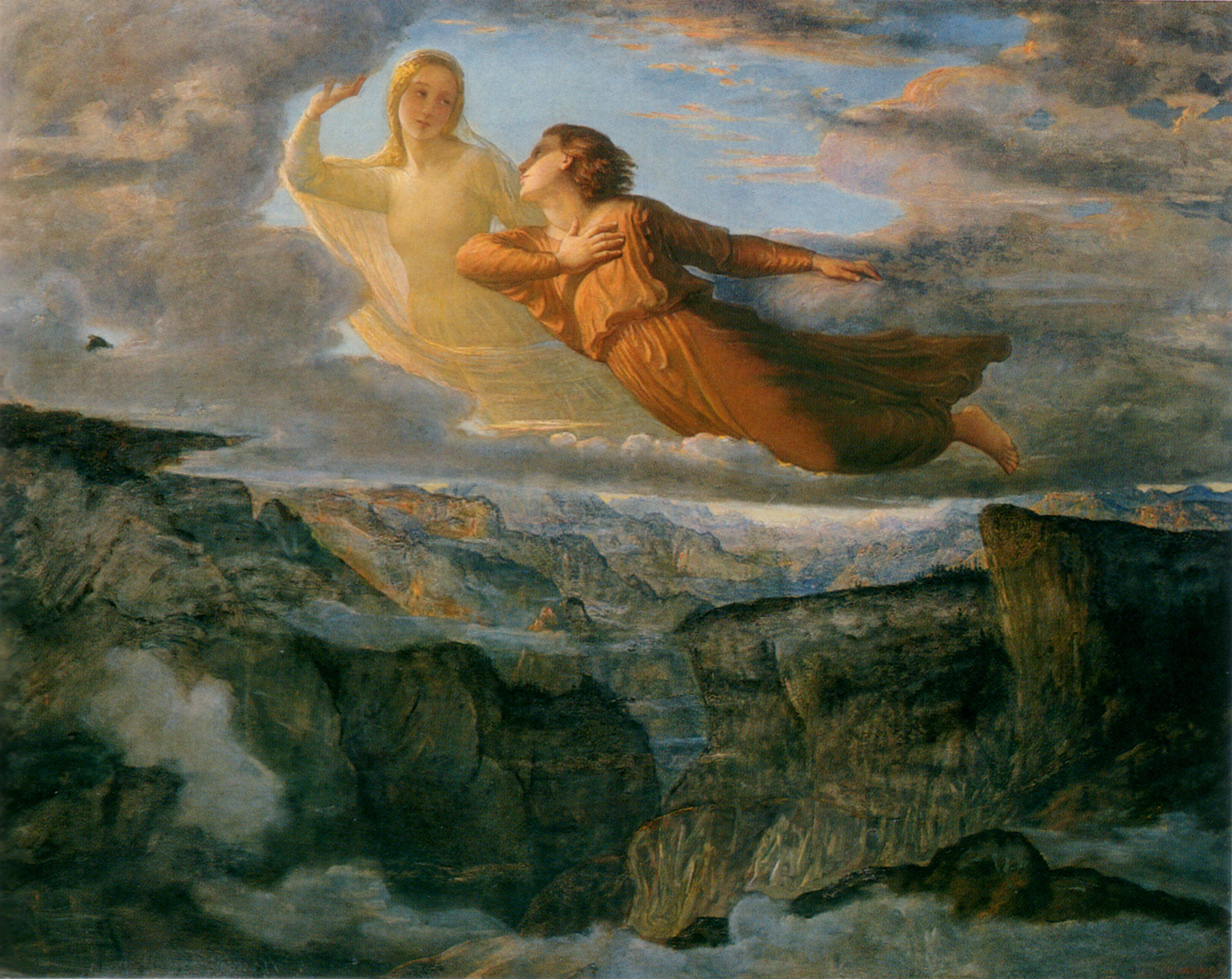
17. L’Idéal
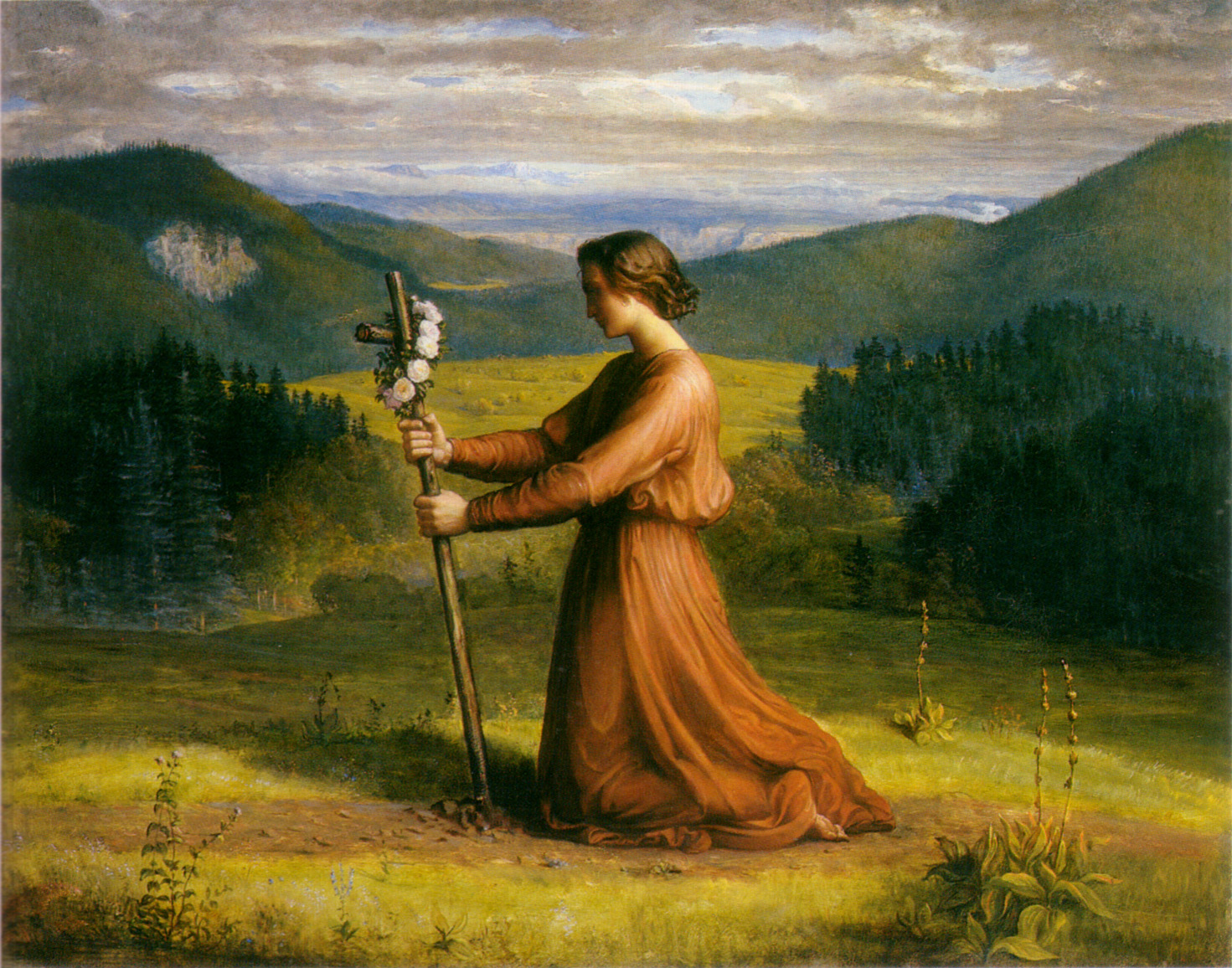
18. Réalité

Poème de l'âme, deuxième cycle (entre 1860-1870), musée des Beaux-Arts de Lyon
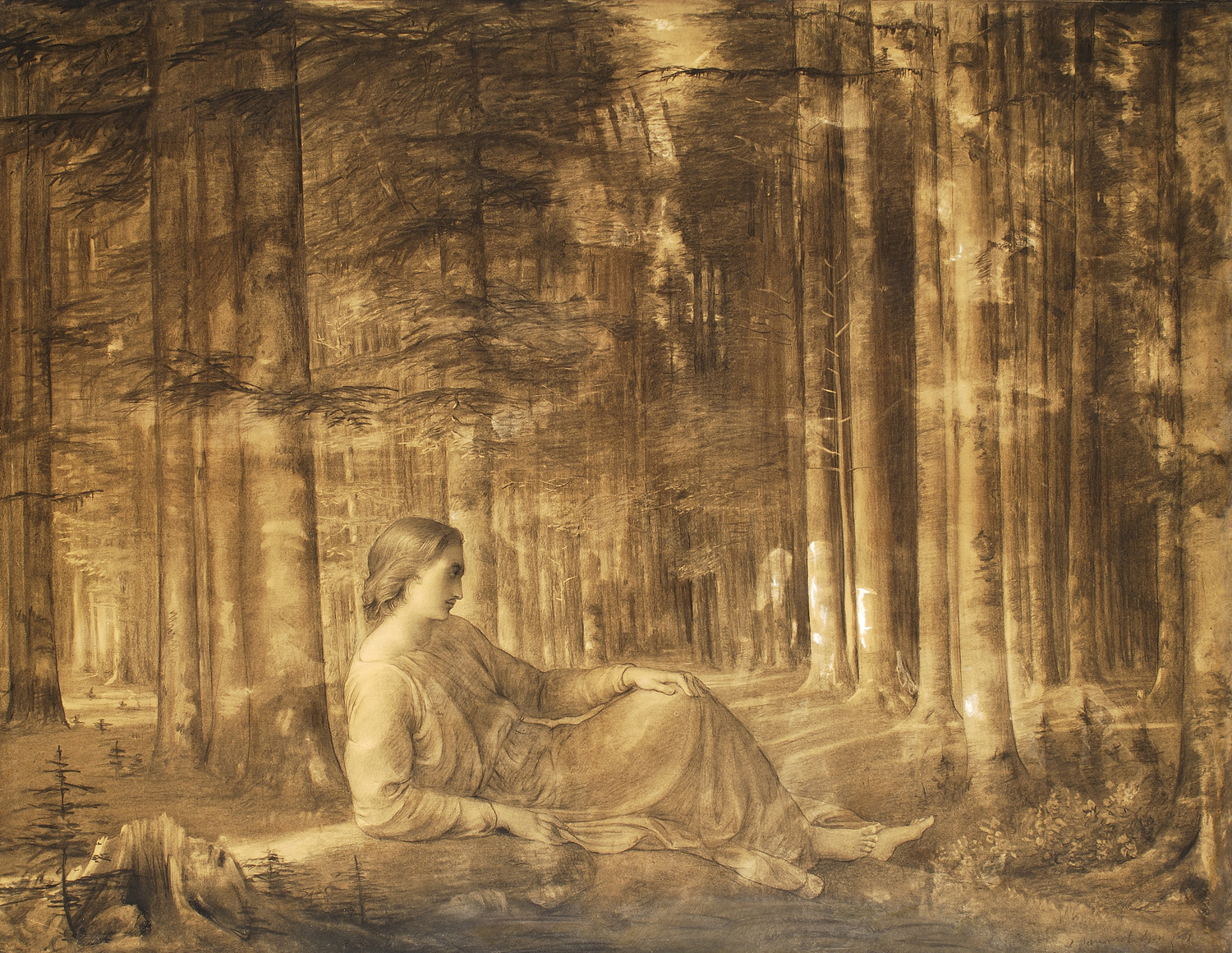
19. Solitude
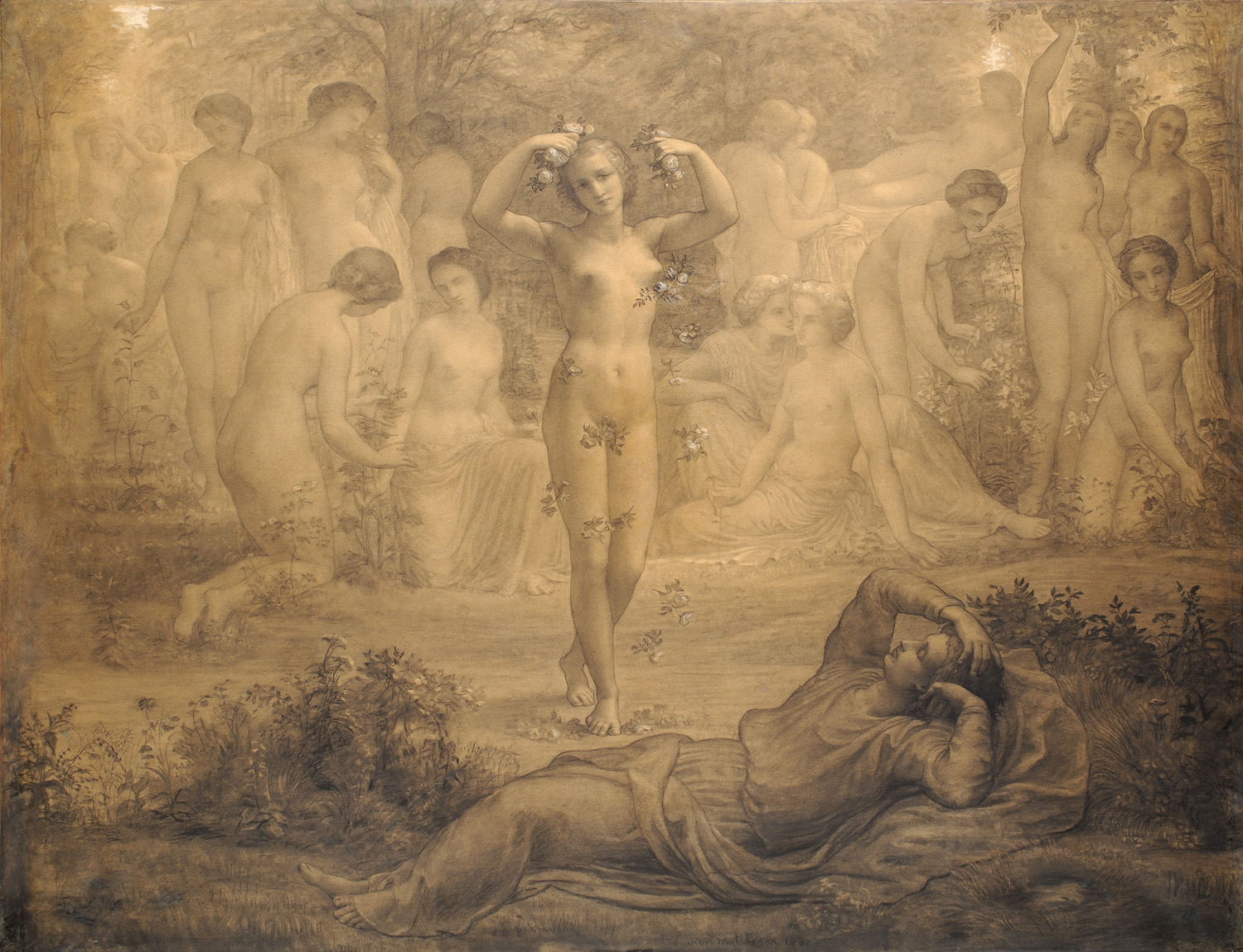
20. L'Infini
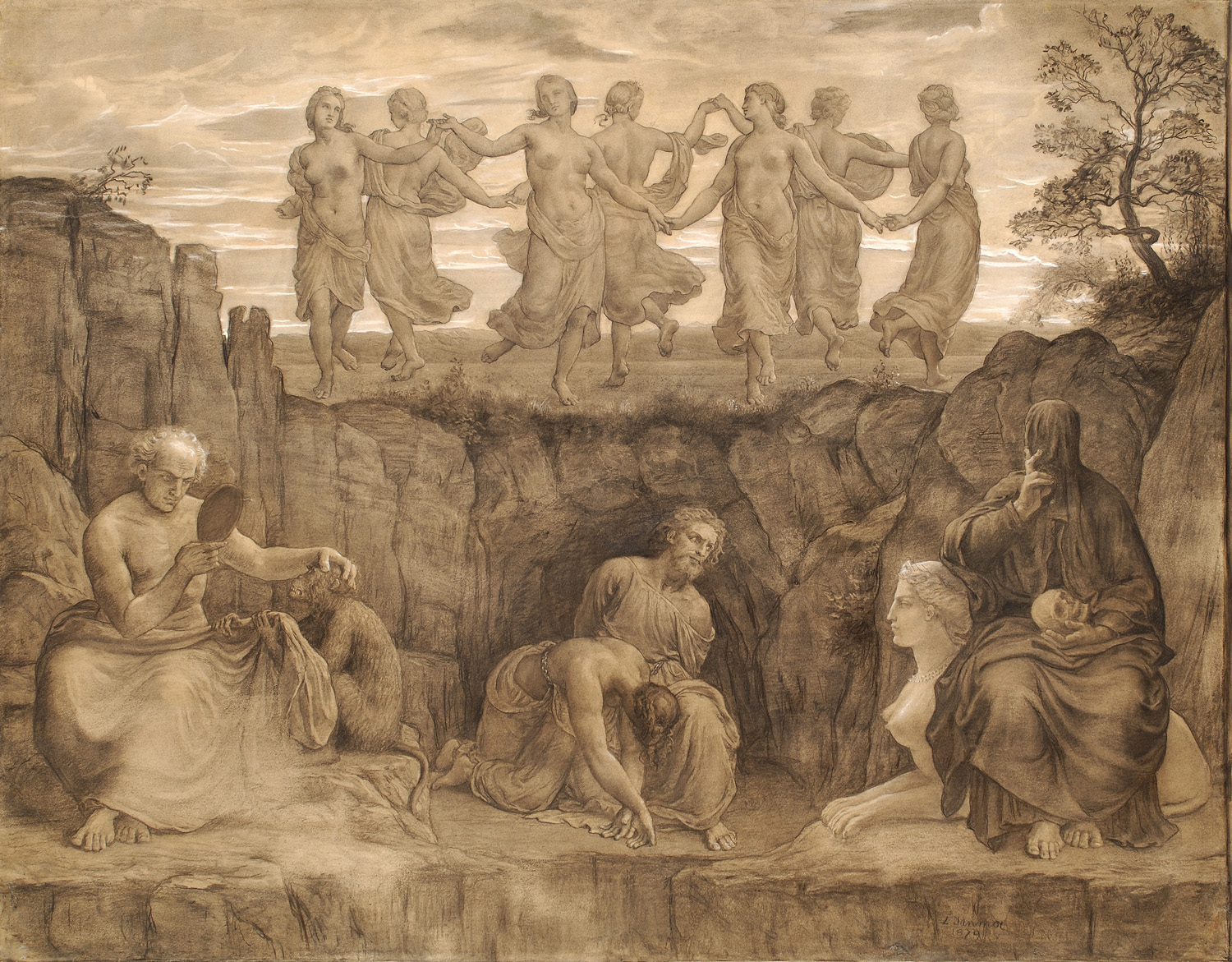
21. Rêve de feu
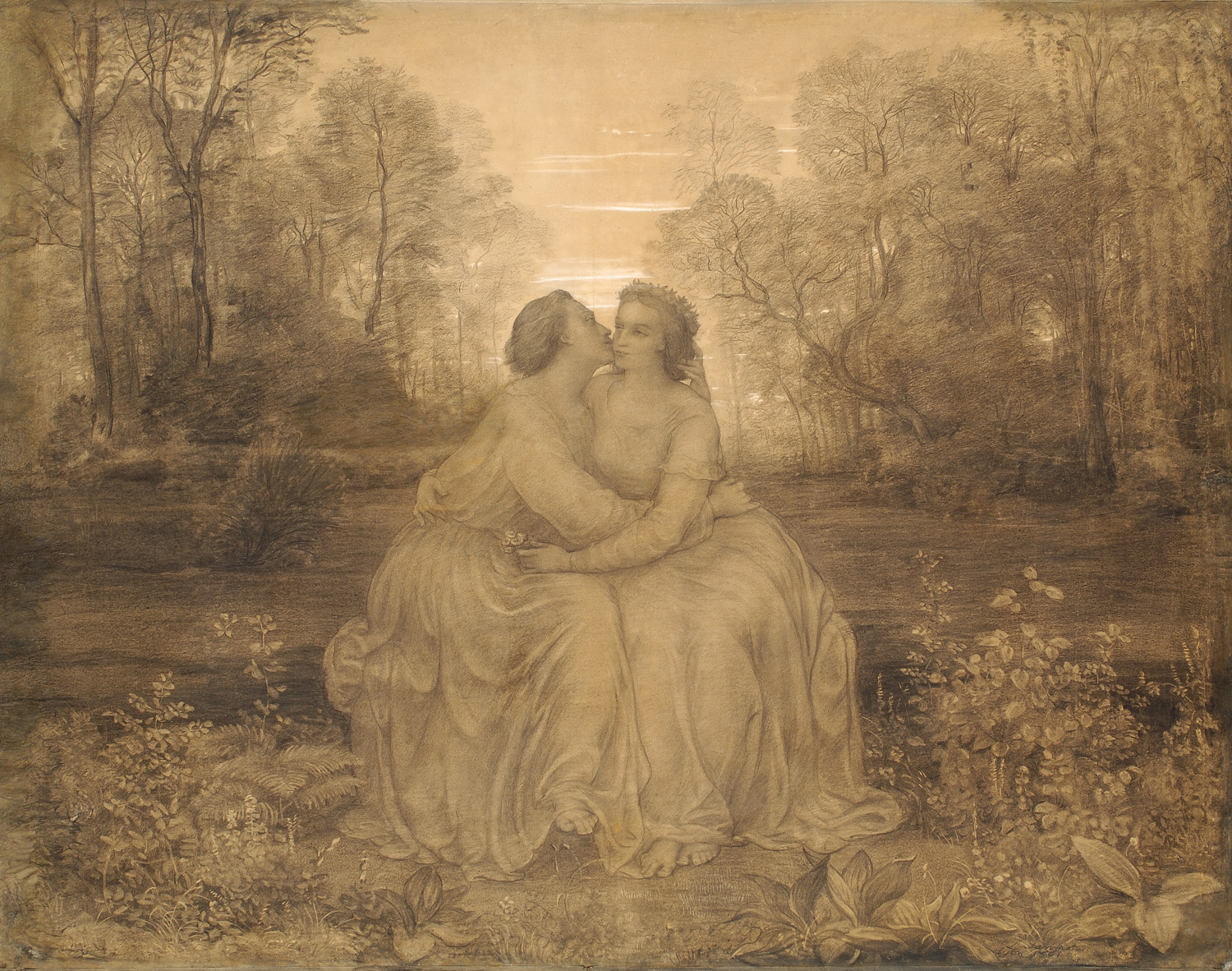
22. Amour
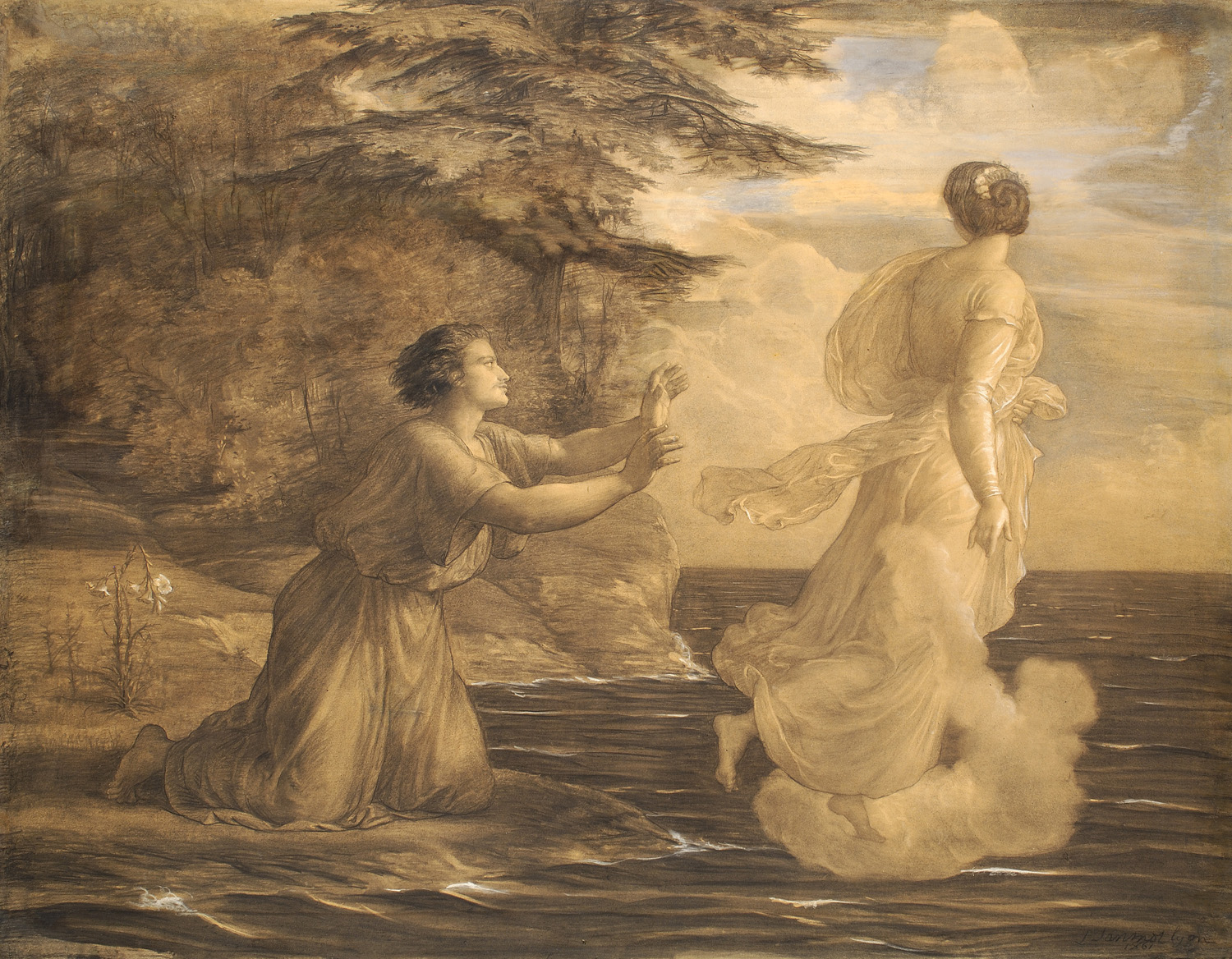
23. Adieu
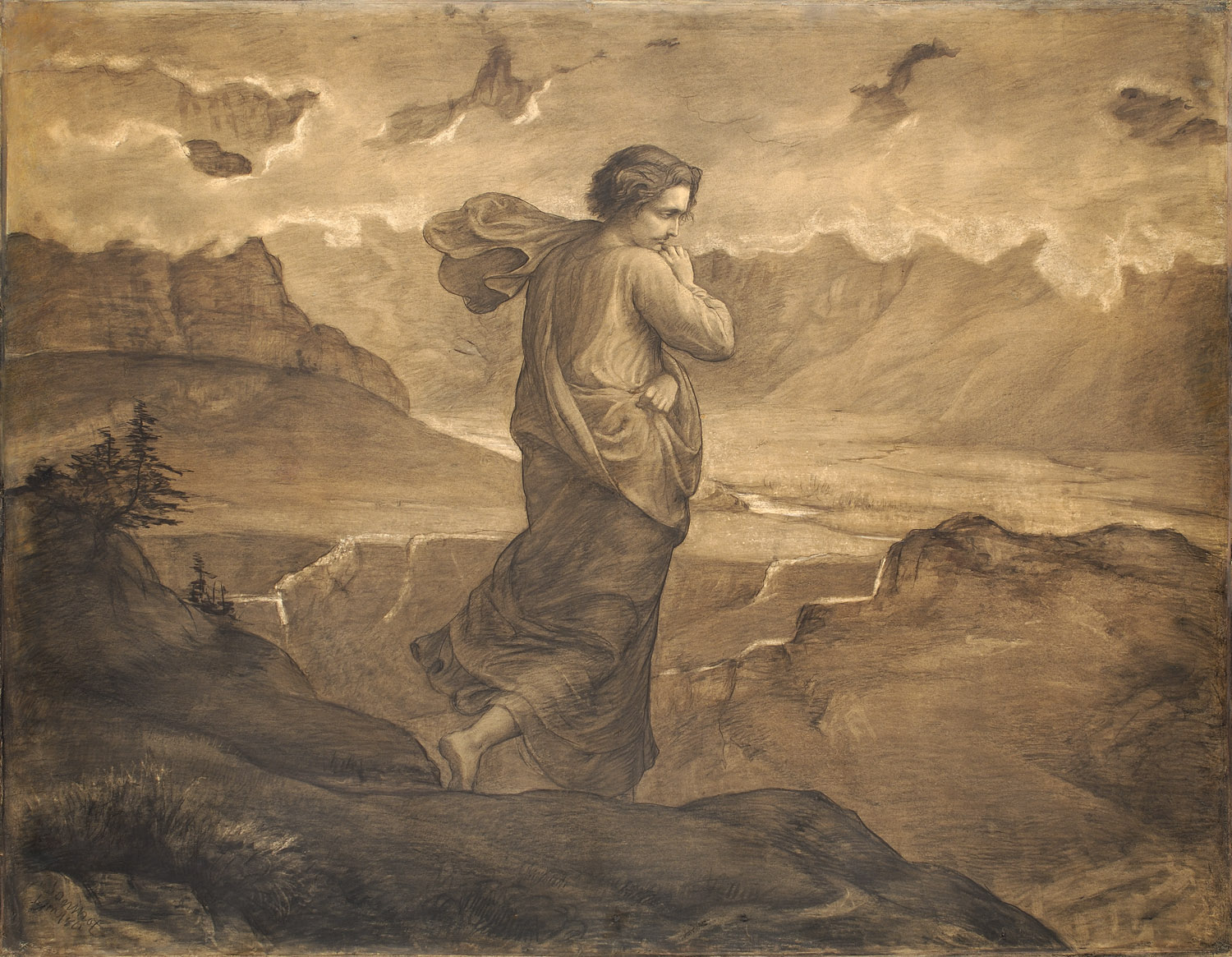
24. Le Doute
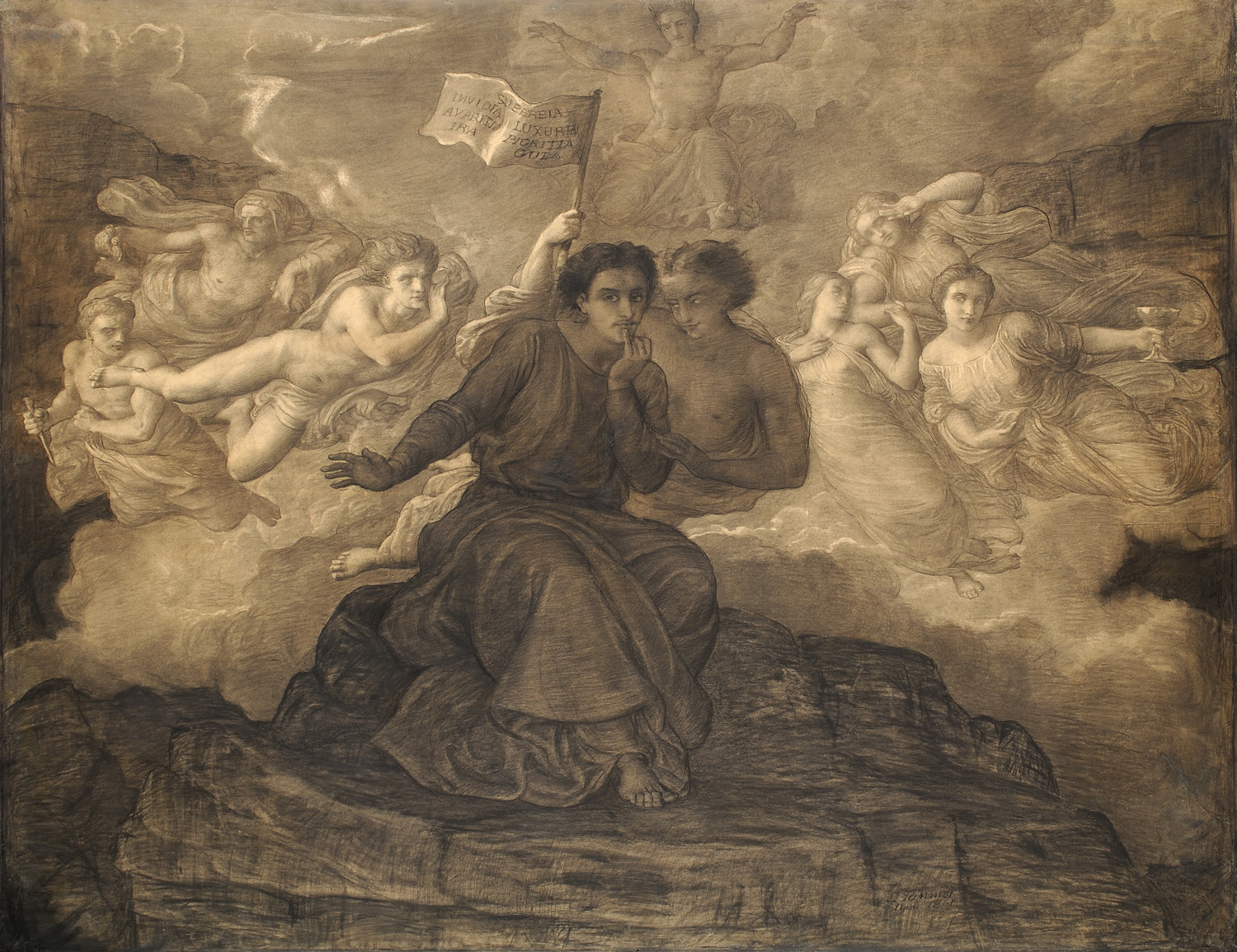
25. L'Esprit du Mal
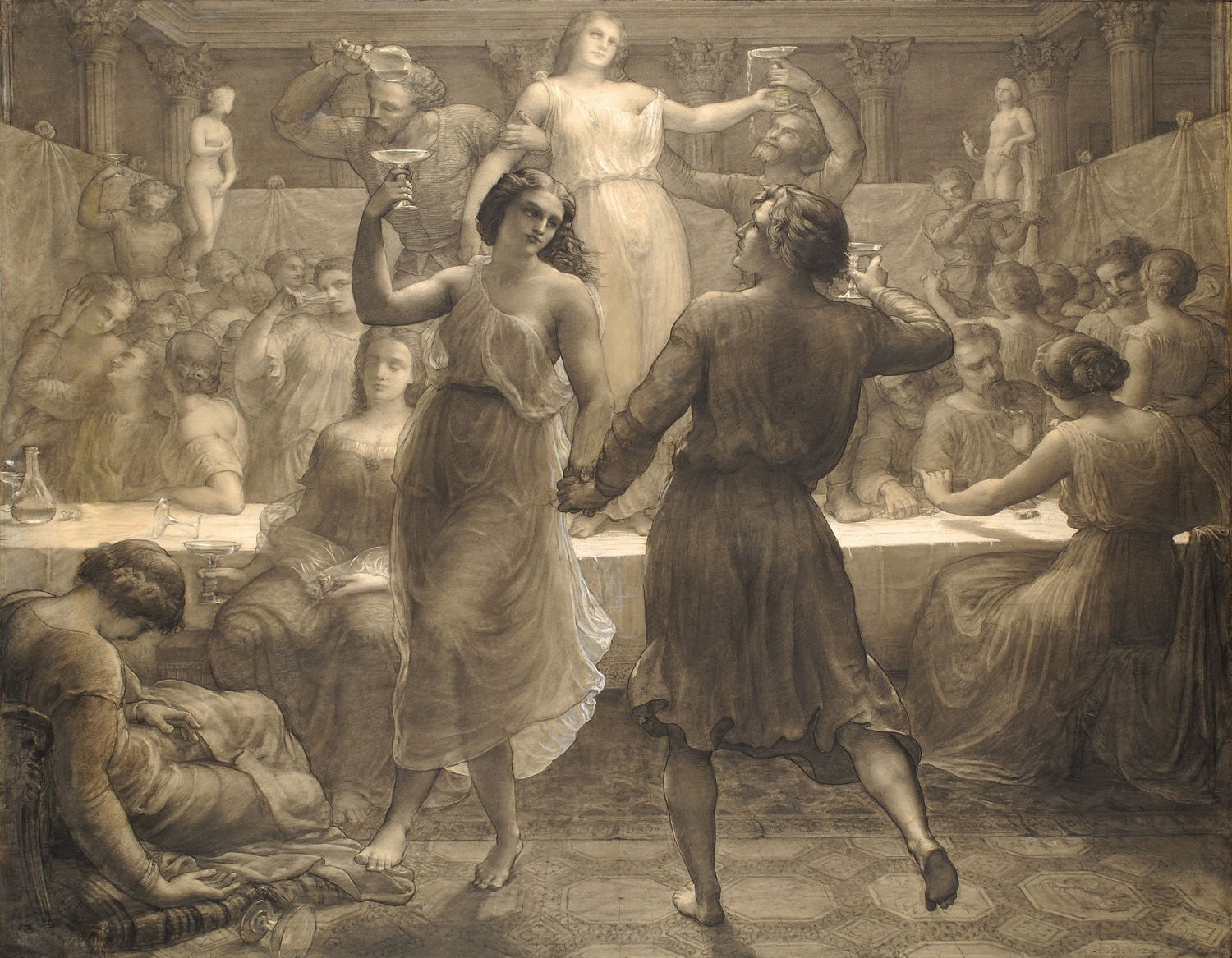
26. Orgie
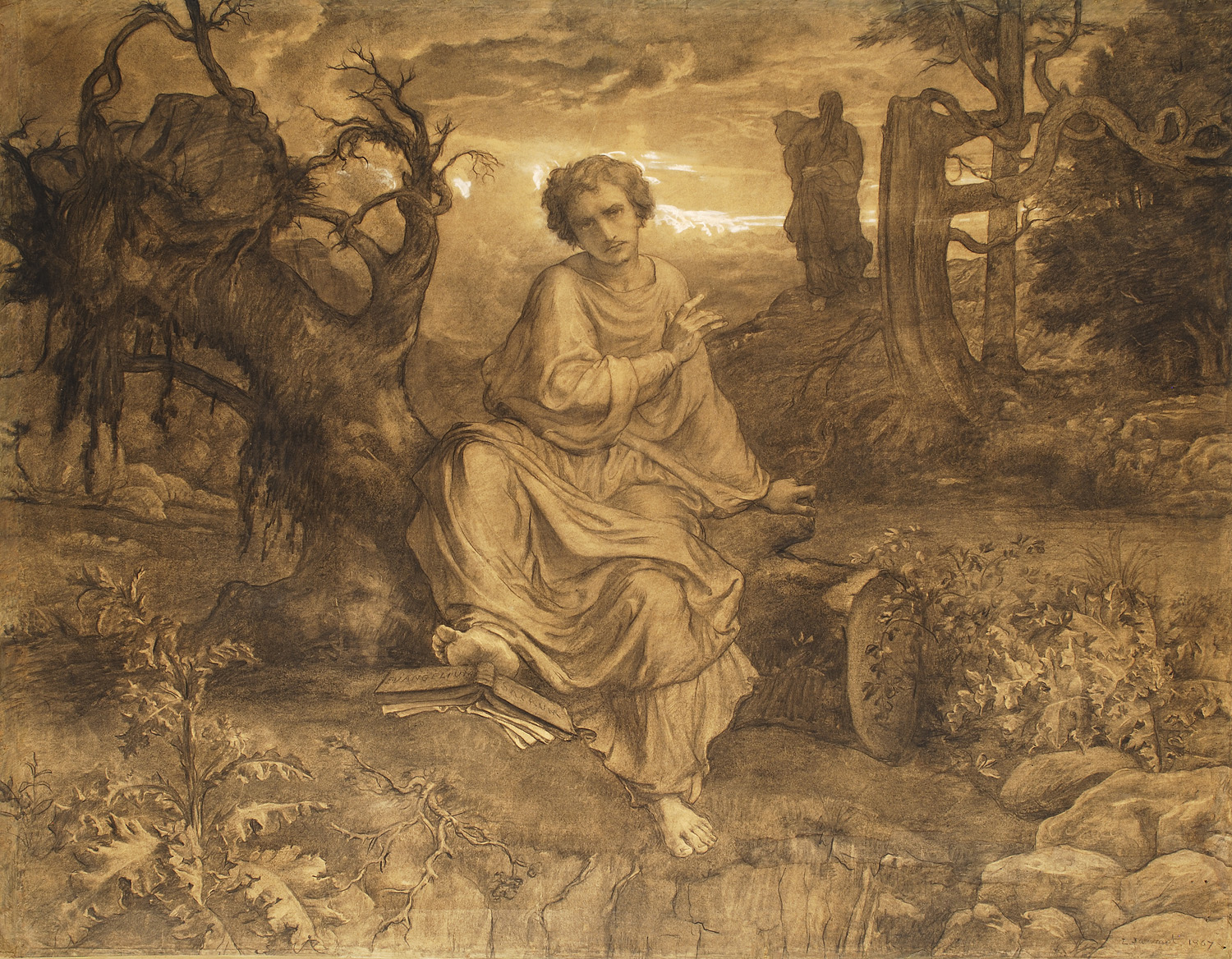
27. Sans Dieu
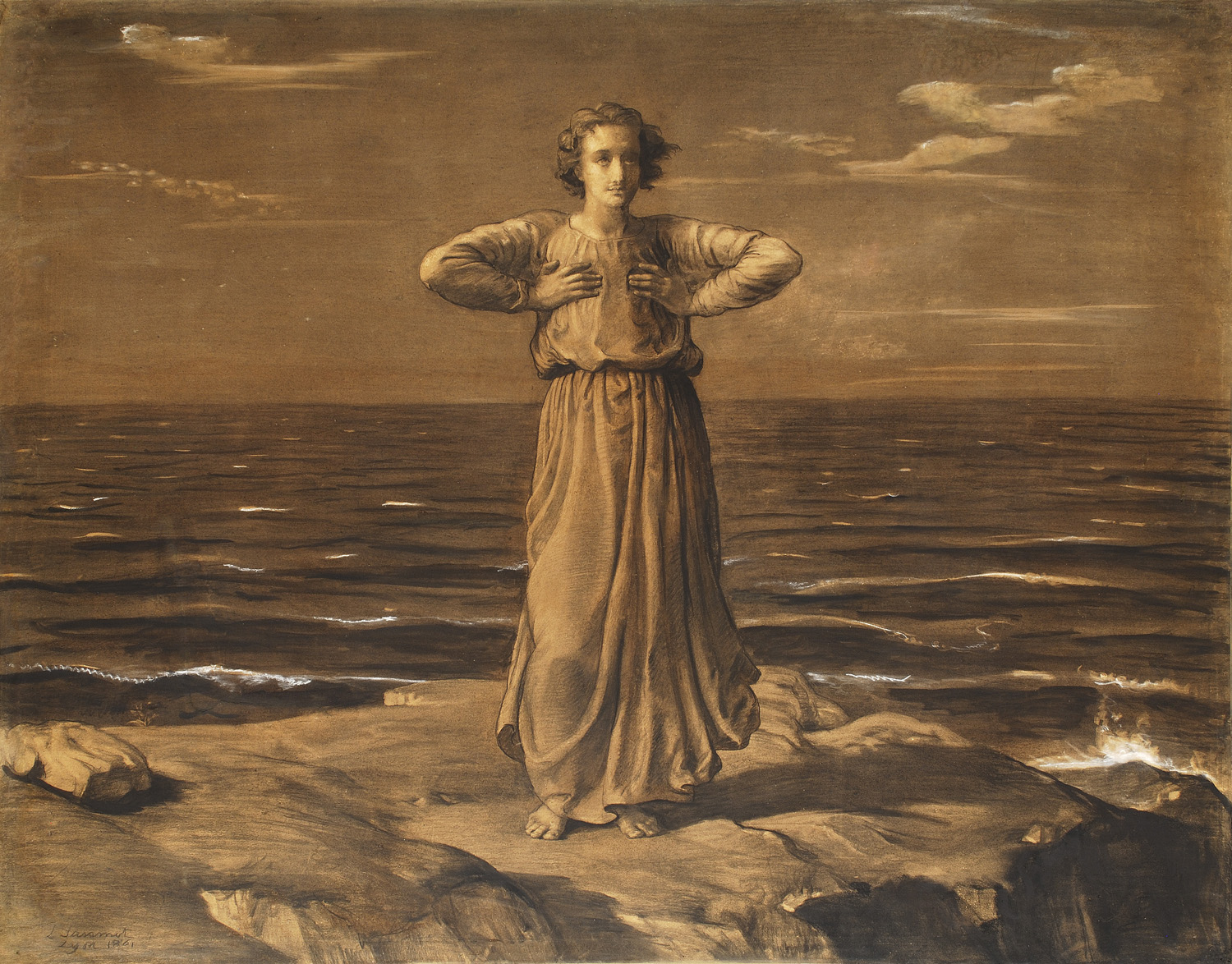
28. Le Fantôme
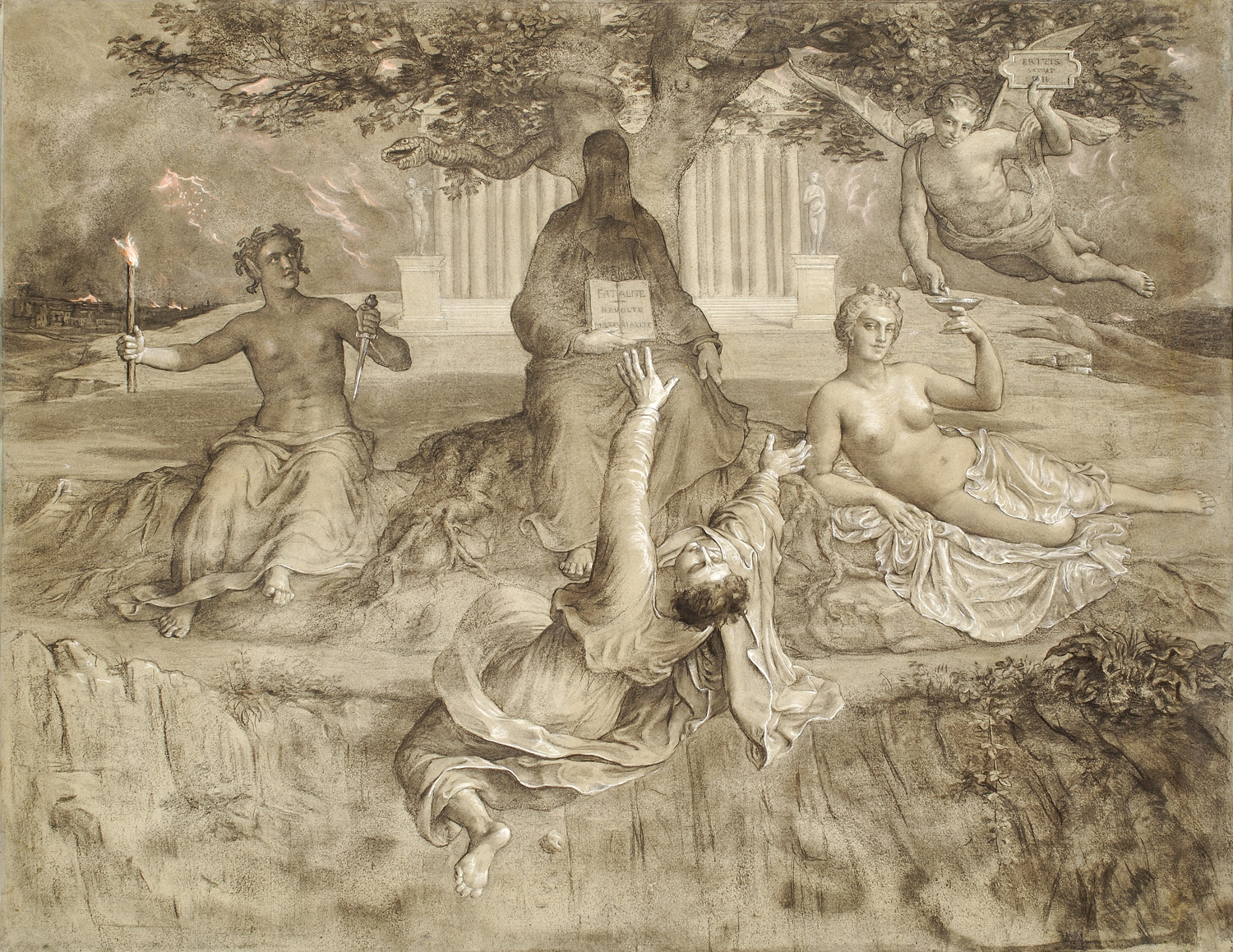
29. Chute fatale
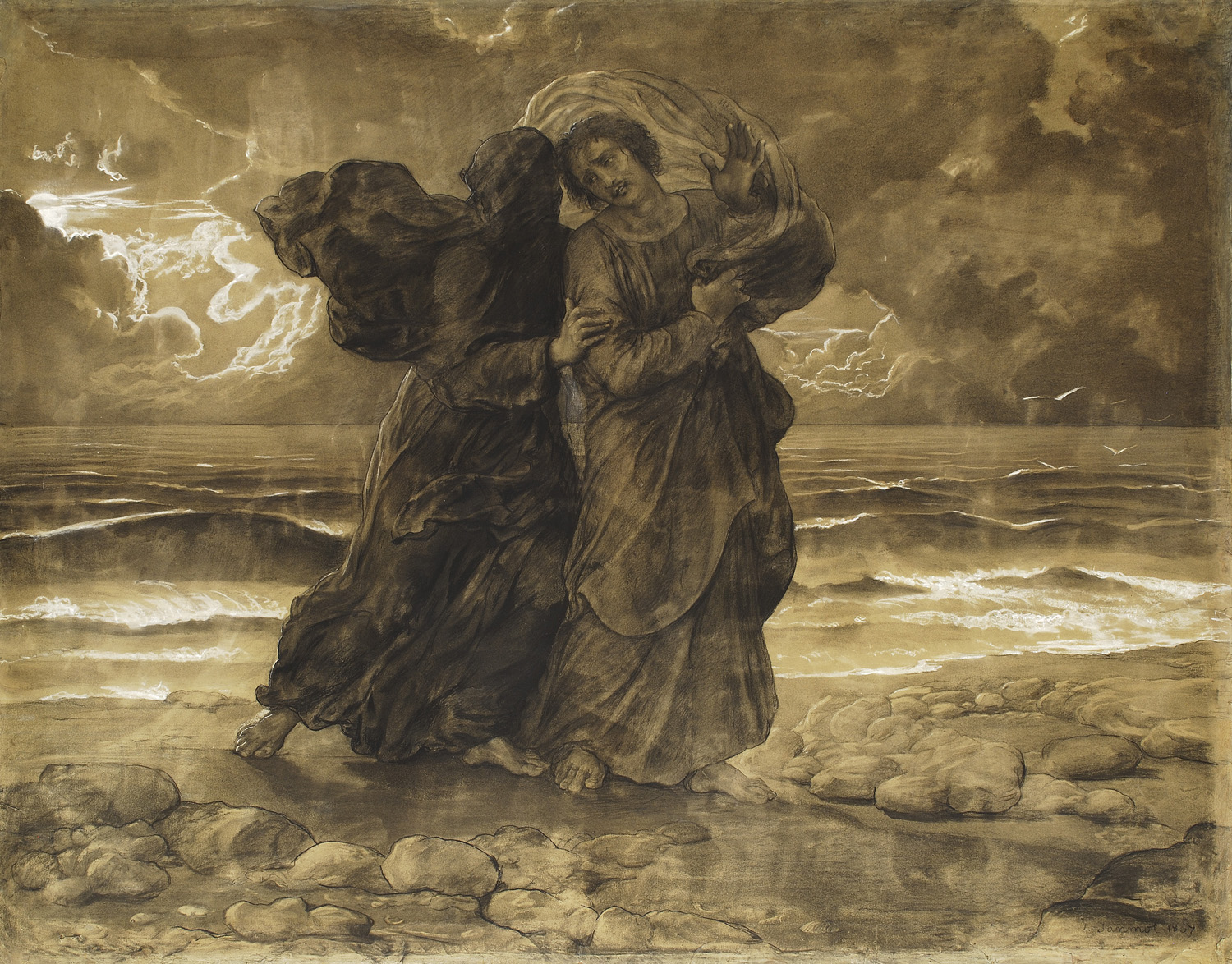
30. Le Supplice de Mézence
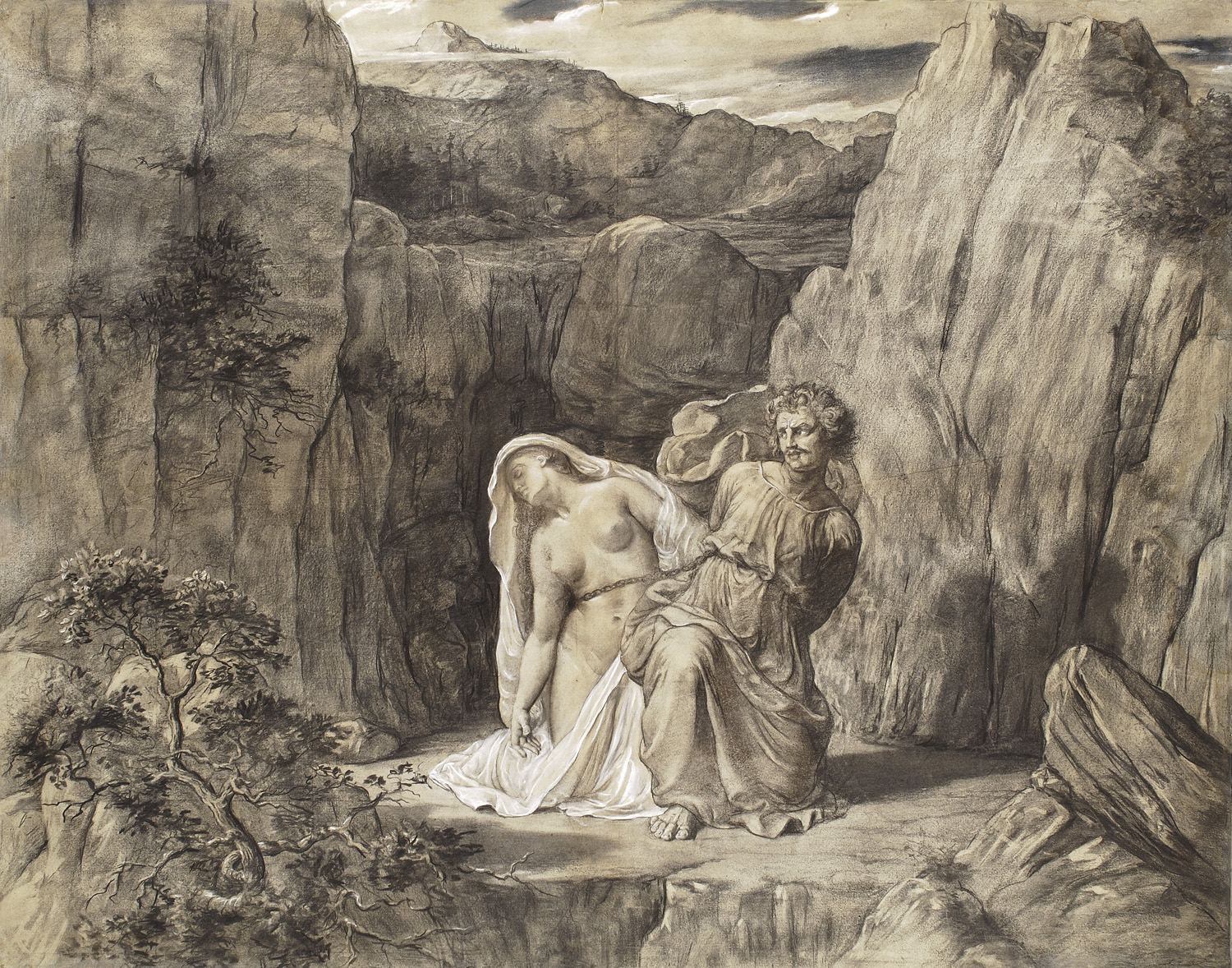
31. Les Générations du Mal
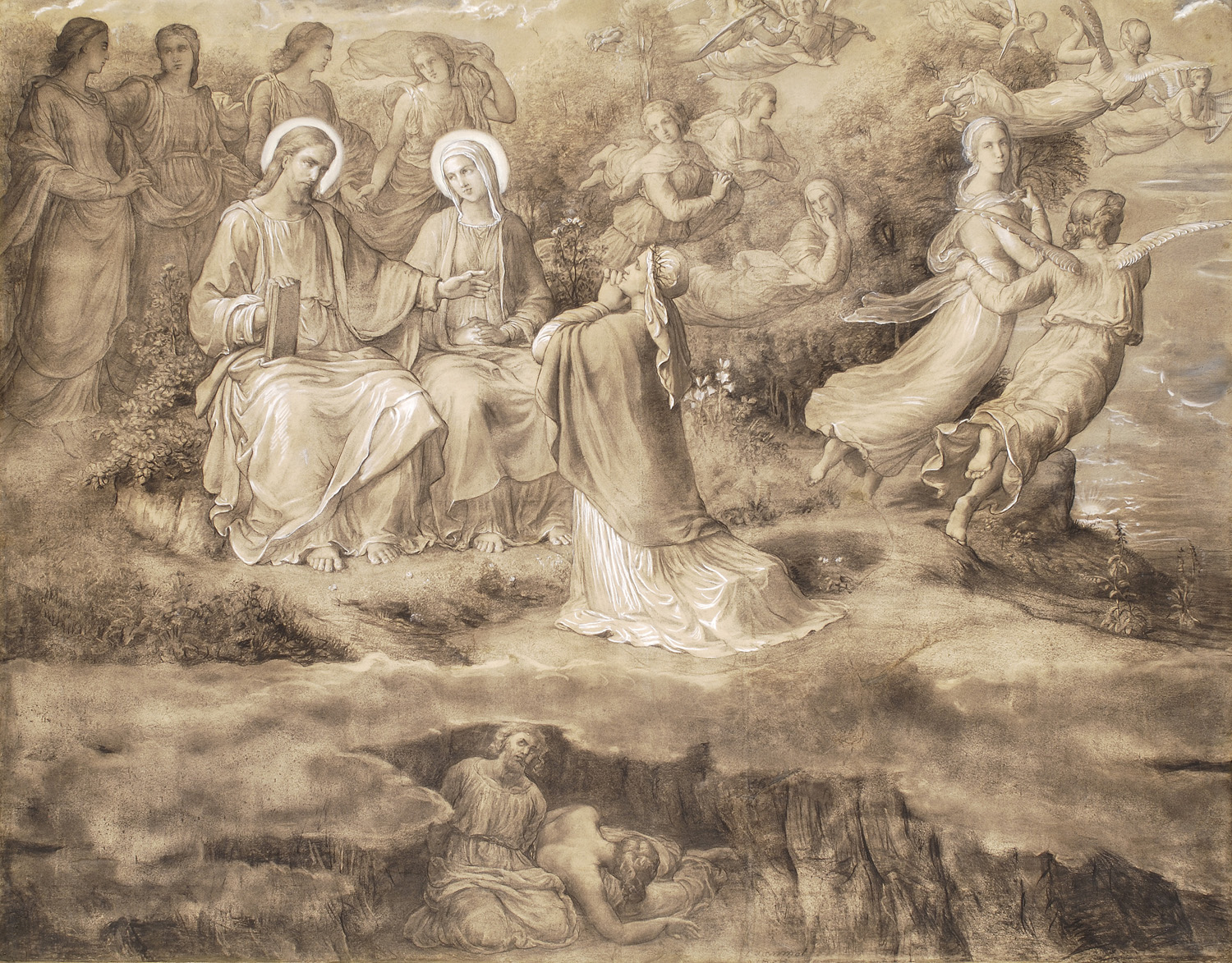
32. Intercession maternelle
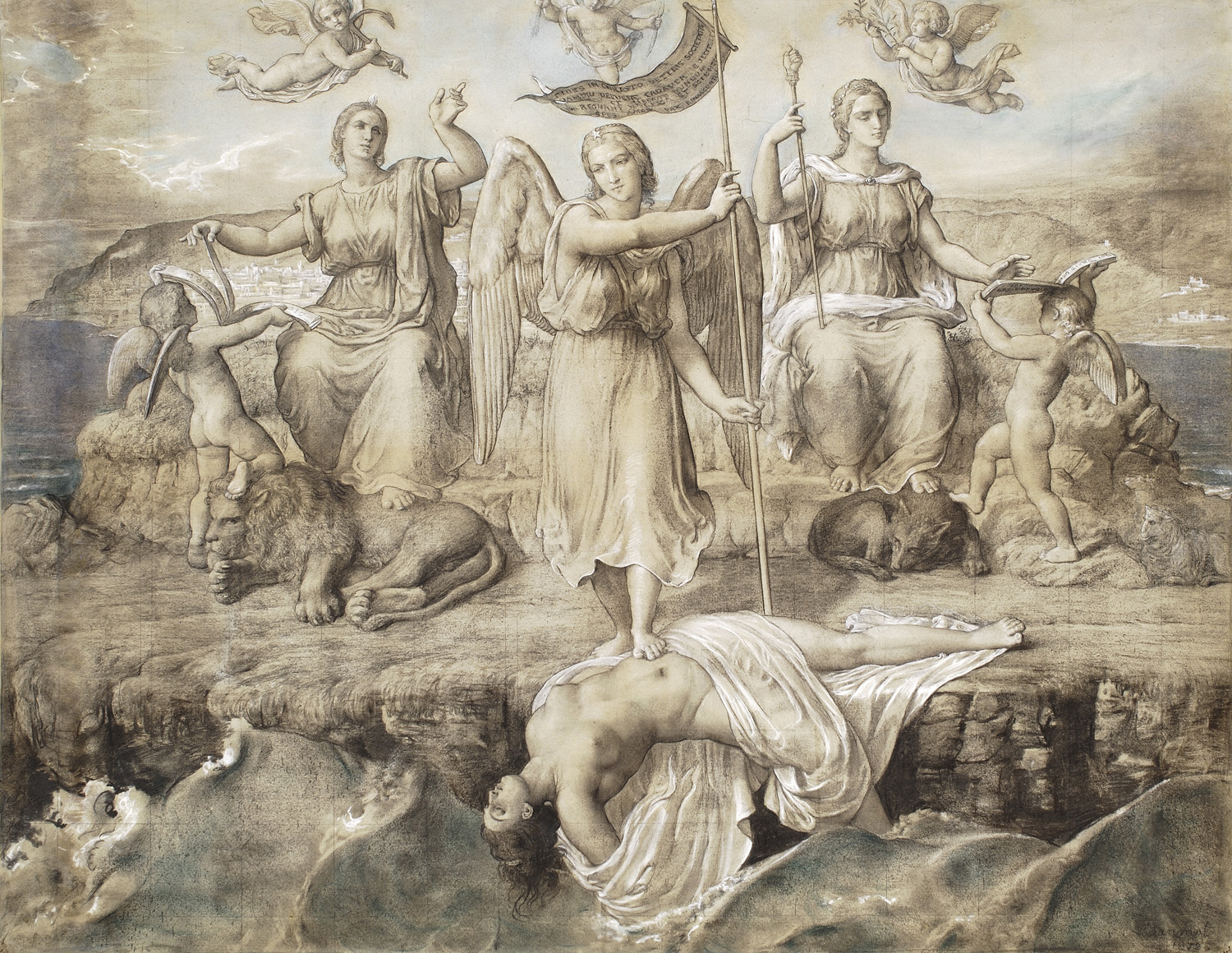
33. La Délivrance
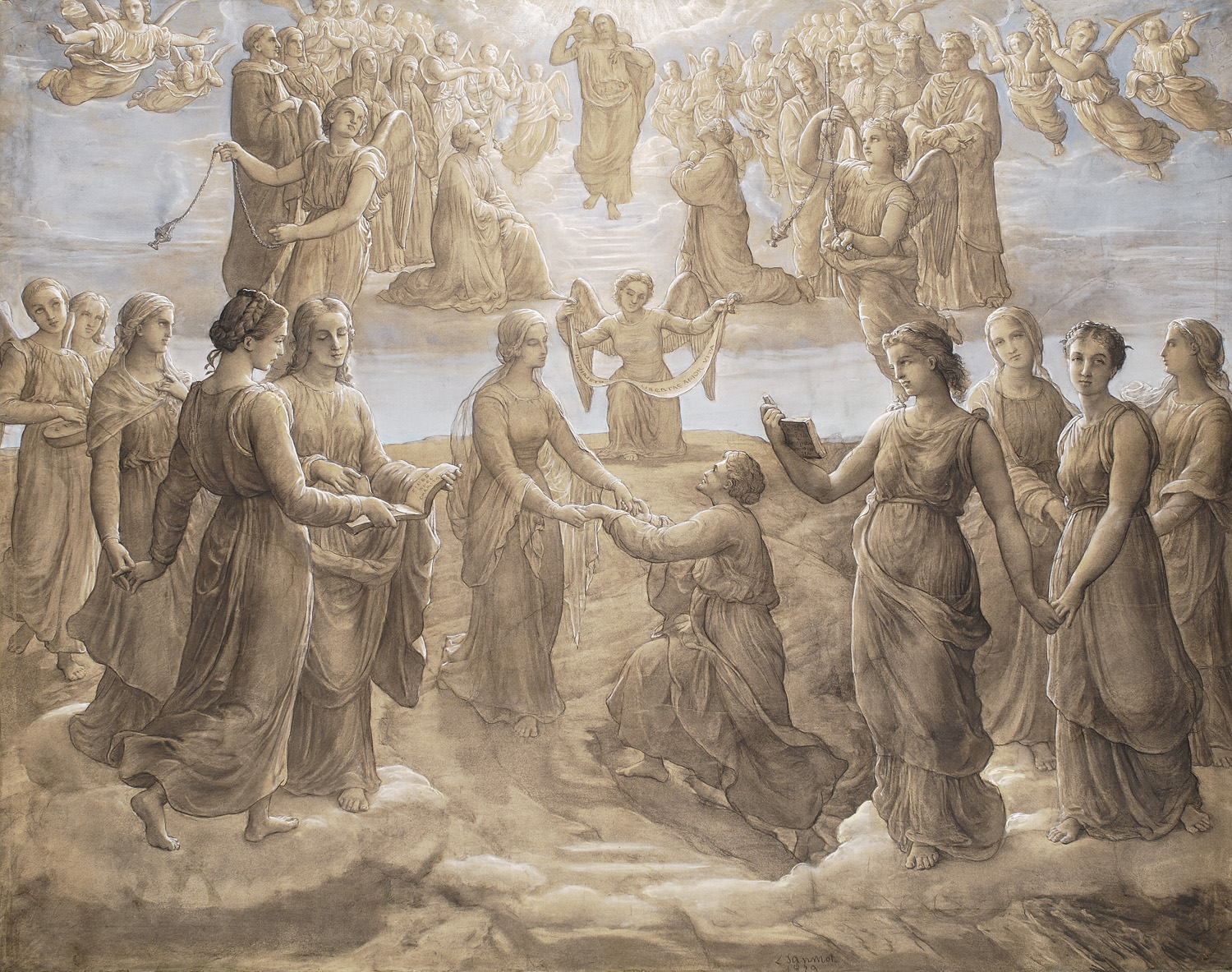
34. Sursum Corda

### Autres œuvres

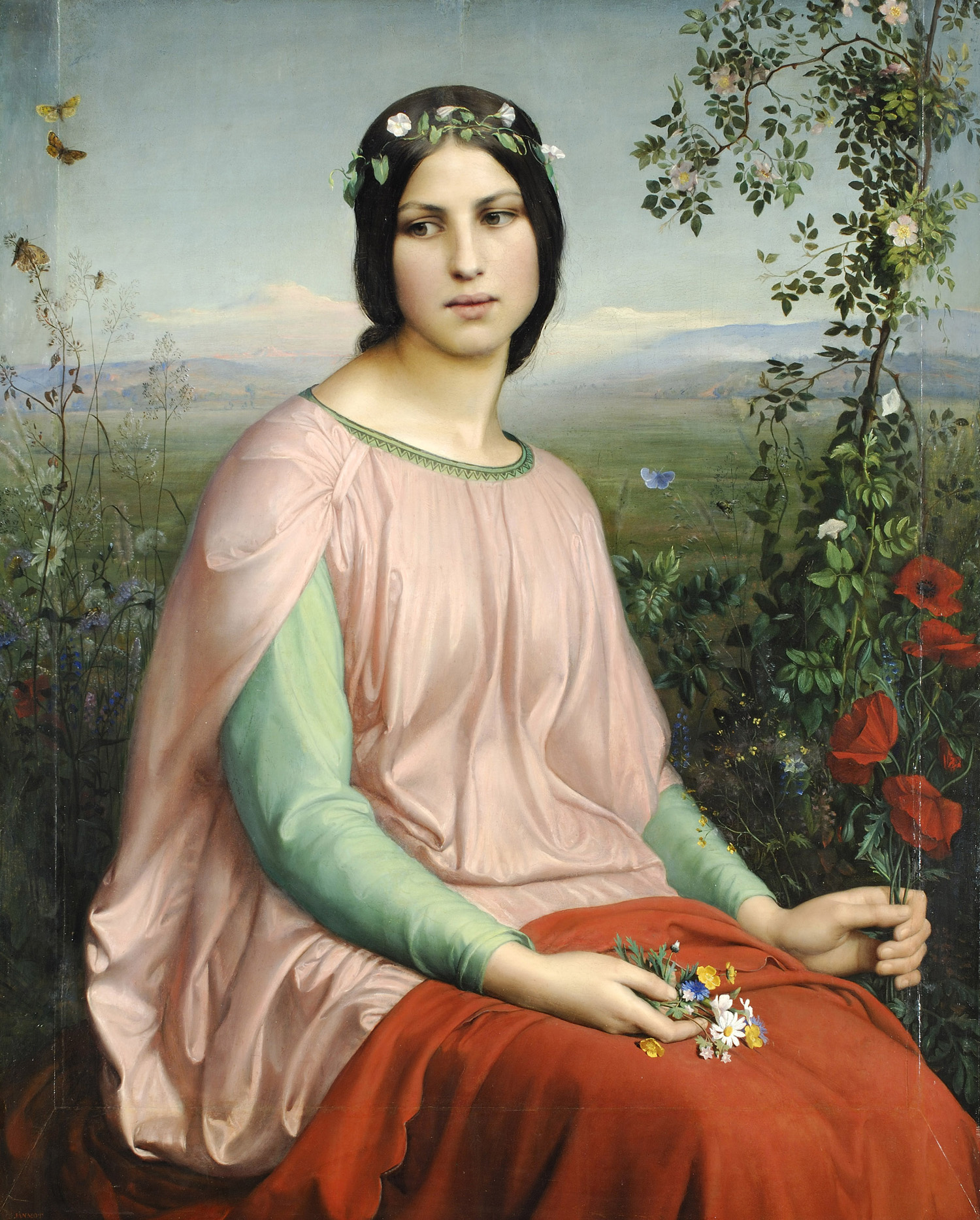
Fleur des champs (1845), musée des Beaux-Arts de Lyon.

- Autoportrait, 1832, musée des Beaux-Arts de Lyon.
- Le Christ au Jardin des Oliviers, 1840, musée des Beaux-Arts de Lyon.
- Fleur des champs, 1845, musée des Beaux-Arts de Lyon.
- Portrait d'Hortense Thayer (1810-1889), c. 1845, musée national de Varsovie.
- L'Assomption de la Vierge, 1845, musée d'art moderne de Saint-Étienne.
- Portrait d'une vieille femme, 1852, Montbrison, , musée d'Allard.
- Portrait de Lacordaire (1802-1861), musée national du château de Versailles et de Trianon.
- Le Supplice de Mézence, 1865, Paris, musée d'Orsay.
- Portrait de Victor de Laprade (1812-1883), Montbrison, musée d'Allard.

## Élèves
- Eugène Allard

## Exposition
- « Louis Janmot. Le Poème de l’âme », musée d'Orsay (Paris), 2023-2024[7].